# 竹本綱太夫

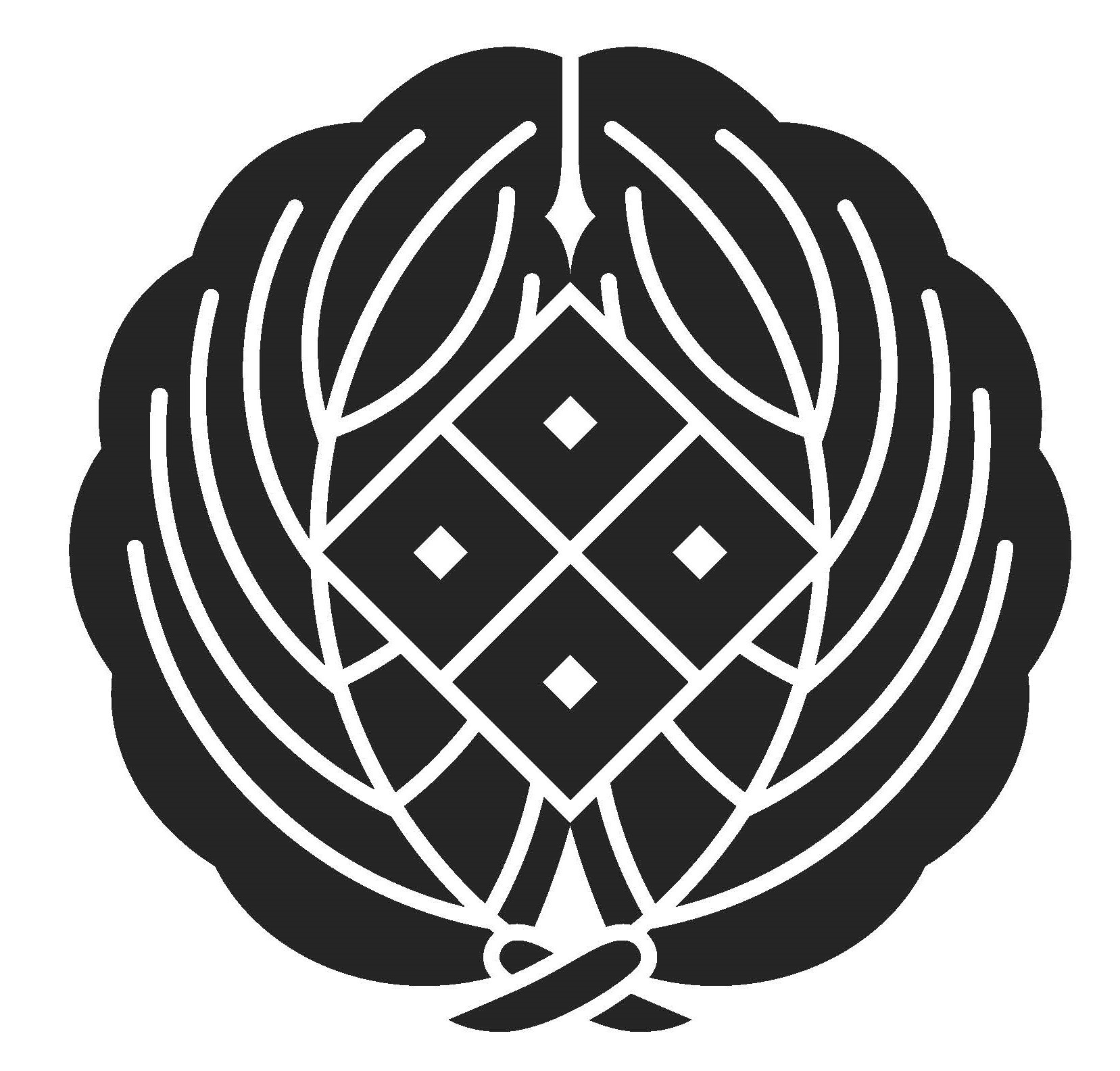
抱き柏に隅立て四つ目

竹本 綱太夫（たけもと つなたゆう、Takemoto Tsunatayu）は、義太夫節の太夫。江戸中期より九代を数える。定紋は三代目竹本綱太夫より抱き柏に隅立て四つ目。替紋は六代目竹本綱太夫より綱の紋。

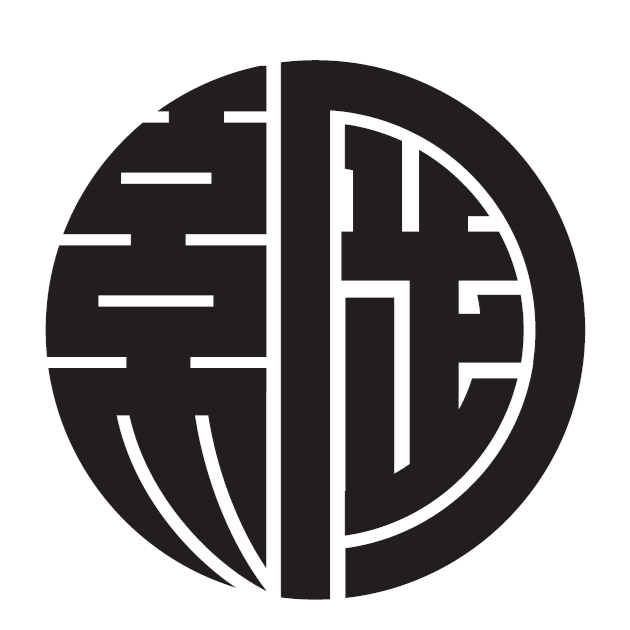
綱の紋

## 綱太夫内
『増補浄瑠璃大系図』を著した四代目竹本長門太夫は、六代目綱太夫欄に「初代政太夫事播磨少掾門弟京初代式太夫系譜の続猪の熊綱太夫より飴屋綱太夫是三代なり四代吉兵衛綱太夫五代隼人綱太夫六代太市綱太夫是を号て綱太夫内と云なり」と記しており、竹本綱太夫の名跡には芸統に混乱がなく、一門のみにて継承されてきたことを「綱太夫内」という言葉で表現している。
同様に、八代目綱太夫は著書『でんでん虫』に「綱太夫の代々は「浄瑠璃大系図」にも記されているように「綱太夫内」として斯道に重きをなして来ましたのは、その芸統に混乱がなく、名人を輩出したからでありましょう。初代綱太夫は二代目政太夫という名人の門から出まして、二代目は初代式太夫の弟子が継いだことになっておりますが、これまた初代政太夫（後の二代目竹本義太夫、竹本播磨少掾）の流れをくまれた方であります。その後三代、四代、五代、とつづきまして、六代目になって山城掾の門下に移りましたが、山城掾は三代目と同門であり、師匠の没後、四代目の預かりとなっておりますから、芸統はずっとつづいていることになります。そして七代目も山城掾の弟子、私どもの祖父師匠に当る三代目津太夫(後の七代目綱太夫)が継がれました。このように純粋な系譜も珍しいのではないでしょうか。」と記している。
また、四代目竹本綱太夫は嘉永3年（1850年）3月に自らの門弟の見立番付・一覧表である竹本綱太夫門弟見立角力を板行した。その一門は、竹本紋太夫、竹本津賀太夫（竹本寿太夫）、竹本むら太夫、竹本蟠龍軒（竹本津太夫）、竹本対馬太夫、竹本濱太夫、竹本勢見太夫といった竹本綱太夫ゆかりの名跡は勿論のこと、竹本政太夫、竹本住太夫、竹本春太夫、竹本文字太夫（竹本岡太夫）、豊竹生駒太夫（豊竹駒太夫）、竹本氏戸太夫（竹本氏太夫）、竹本長門太夫、竹本雛太夫（竹本越太夫）まで広がりを見せ、これらの名跡も「綱太夫内」に包含された。

## 初代
（生年不詳 - 安永5年10月13日（1776年11月23日））
竹本義太夫座再興座本。本名：平野屋嘉助。紋は丸に違い鷹の羽。
初代竹本政太夫事二代目竹本義太夫（竹本播磨少掾）の養子である二代目竹本政太夫の門弟。南堀江の「新露路（しんろうじ） りうへい橋（隆平橋）より一丁南」（『大坂町鑑』） に住居を構えていたことから、通称を新ろうじという。「わざ知り」（今日でいう技巧派）と言われ、できるだけ淋しく陰気に語ってしかも人情を漂わし、逆に三味線を派手に賑やかに弾かせて調和させるという綱太夫風を後世に伝えている。
延享2年（1745年）正月 曾根崎越後掾座『三軍桔梗原』四段目 口を語る竹本綱太夫、宝暦9年（1759年）正月 江戸 中村座『道行比翼繖』にて竹本西太夫のワキを語る竹本綱太夫、『陸奥杣谽谺』内「陸奥茂太夫門弟」に備後福山半右ヱ門 綱太夫 等、平野屋嘉助の初代綱太夫以前にも、（竹本）綱太夫を名乗ったものはあるが、芸脈、年代、土地柄から、全て別人であると考えられ、現在まで続く「綱太夫内」では、平野屋嘉助を初代竹本綱太夫とする。
宝暦11年（1761年）正月 竹本座『安倍清明倭言葉』初段 切口を語り、初出座。同年5月『由良湊千軒長者』、11月『古戦場金懸松』と竹本座に続けて出演する。
このように初出座は宝暦11年（1761年）であるものの、宝暦2年（1752年）6月「（二代目）竹本政太夫門人連名」に「平の屋嘉助事 竹本綱太夫」とあることから、遅くともこの時までに二代目政太夫の門弟となっていたことがわかる。
翌宝暦12年（1762年）閏4月豊竹座『岸姫松轡鑑』の初演番付に綱太夫の名前はないものの、同作七行本の浄瑠璃太夫連名に「豊竹綱太夫」が記されており、初代豊竹鐘太夫と並び二代目豊竹此太夫より上位に綱太夫がおかれている。同月伊勢の巡業にも参加し、同年12月の『恋女房染分手綱』では竹本座に出演しているため、豊竹座への出演（の可能性）はこの公演のみである。
宝暦13年（1763年）江戸に下り土佐座に出演する。4月『ひらかな盛衰記』三段目 中 茶のみ（松右衛門内の段 中）を語り、『義太夫執心録』に「其外色々の中にてひらかなの三ノ中は格別よくあんな茶呑承が宇治にも有かと打寄と年寄衆中が茶呑咄し綱太夫の茶呑ゝゝともてはやすひら嘉はじめし霊地とかや」 記されたほど持て囃され、10月のお名残り興行『小野道風青柳硯』では、毎日舞台の上まで人の山となる程の大入りになり「古今無類の大当り」との評判を取った。同門の兄弟子である初代竹本染太夫と人気を分かつほどの威勢があったと言われている。
明和5年（1768年）（明和4年（1767年）説もある）、竹本座が、座本である竹田出雲一家の没落もあり、83年の歴史に幕を下ろし、道頓堀から退転。三代目竹本政太夫相続争いに負けた初代竹本染太夫と二代目竹本島太夫が同年9月『初櫓操目録』を竹本座で興行し（しかし、番付に竹本義太夫の名は記さず、座本竹本茂太夫とある）、竹本座に籠城したため、竹本座での興行ができなくなった初代綱太夫は、同年11月、京都から初代竹本春太夫を呼び櫓下に据え、春太夫が後継指名した三代目竹本政太夫を自身の竹本座に引き入れ、自らを「竹本義太夫座再興座本」とし、阿弥陀池東ノ芝居で『廓色上』を上演し、竹本座を再興した。ゆえに阿弥陀池東ノ芝居は竹本綱太夫座と呼ぶ。阿弥陀池は和光寺境内に現存し、その東側には大阪市立堀江小学校と阿弥陀池公園がある。『廓色上』の七行正本の太夫連名の中央に「再興座本竹本綱太夫」、絵尽には「竹本義太夫座 再興座本竹本綱太夫」と記されている。翌明和6年（1769年）2月12日、大坂阿弥陀池東ノ芝居にて『裙重浪花八文字』を初演。後に本作を『恨鮫鞘（桜鍔恨鮫鞘）』「無筆書置（鰻谷の段）」として初代綱太夫が一幕物化（竹本綱太夫著）。 同様の初代竹本綱太夫著の作品として、『関取二代鑑』「秋津嶋切腹の段」が挙げられる。
『増補浄瑠璃大系図』には、明和6年（1769年）12月『近江源氏先陣館』九つ目の切「佐々木高綱隠家の段」佐々木のシイシイにて大当たりを取ったとあり、「佐々木の綱」と呼ばれた（佐々木高綱にかけている）。安永2年（1773年）2月堀江市の側芝居にて『摂州合邦辻』下の巻「合邦住家の段」で大当たりを取ったと記されている。
明和9年（1772年）8月竹本座にて『平家女護島』「鬼界ヶ島の段」を勤める。『浄瑠璃操評判 闇の礫』 の初代鶴澤文蔵（二代目鶴澤友次郎）の欄に「女護嶋の御役、これハ前方綱丈と御門人亦丈との改正章句にて大当りゆへ」と記されていることから、この上演時に初代綱太夫が初代鶴澤又蔵と「改正章句」にて勤めたことがわかる（『近世邦楽年表 義太夫節之部』にて同公演に初代鶴澤又蔵の出座が確認できる）。国立劇場上演資料集〈613〉の「平家女護島」上演年表によれば、明和9年（1772年）の上演は、初演から数えて4上演目であるが、他2公演は名古屋と伊勢の公演で配役も不明なことから、初演以来の大坂竹本座での再演であり、「改正章句」にて綱太夫が復活したと言える。綱太夫の死後、安永7年（1778年）11月 竹田万治郎座にて初代竹本染太夫が「鬼界ヶ島の段」語った際には、「女護嶋ハすいぶんおもしろかつたれど、やはり綱太の方がはでゝよいぞや。」と 『浄瑠璃操評判 闇の礫』 に記されていることから、兄弟子である染太夫も綱太夫には及ばなかった事がわかる。昭和5年（1930年）四ツ橋文楽座の杮落し興行にて、その年の勅題「海辺の巌」に因み綱太夫の系譜に連なる二代目豊竹古靱太夫が「鬼界ヶ島の段」を復活した際に、「本年の勅題（海辺の巌）に因み平家女護島鬼界ヶ島の段を語る事に相成りました。是れは近松門左衛門翁六十七歳の作享保四年八月十二日初日にて、竹本座に書卸し初代竹本政太夫師後に二代目義太夫を襲名致され、後年竹本播磨少掾藤原喜教と受領せられました名人が、床にかけまして以来安永元年八月同じく竹本座にて初代竹本綱太夫師が語られ此時大々的の好評でありました事が高名集と申す小冊子に書いて御座ります。」と古靱太夫は四ツ橋文楽座開場記念小冊子に著している。
安永4年（1775年）正月竹本座にて『おちよ 半兵衛 宵庚申』（心中宵庚申）「在所の段」を勤める。その際の口上に「竹本綱太夫義一昨年より大病に取合、最早お目見へも相叶ざる様に奉存候所、仏神の力にて去冬より漸本復仕候得共、未足に痛御座候故、当春に成候ても御町中様へ御礼に参上仕候義も相叶ひがたく、久々御贔屓御取立に預り候冥加の為に御目見への印シに当芝居にて少し計相勤度願ひに御座候。下地より小音の上に二年越の病後、定て御聞苦しく候はんなれ共只幾重にも御贔屓を以評判宜敷成下候はゝいか計偏難有奉存候。以上」とあり、安永2年（1773年）より大病を患っていたものの、まだ足に痛みが残っていたことが読み取れる。この上演時の刊行ではないが、「竹本綱太夫章」としてこの『宵庚申』「在所の段」の六行本を刊行している。また、同芝居では綱太夫の初演である『小いな 半兵衛 廓色上』も語っている。後に、綱太夫名跡の後継者である八代目竹本綱太夫が昭和40年（1965年）5月23日放送のNHKテレビにて『心中宵庚申』「上田村の段」を復曲している。
最後の出座とされる同年2月竹本座『東海道七里艇梁』にて、二段目を語り「嘉助綱太夫東海道七里の渡二段目に、底皮盲人の家老上仕と出合のせりふ、刀を抜て目先へ突付る、請答の情能も語りたり。是全く綱太夫が気持上手より出たり。人形に目ハあれども、自然と明盲のやうに見へたり。善悪とも此類数多あれども、道理を云ばかりなれバ文略す。」と 『音曲鼻けぬき』 に記されており、最後まで名人上手の舞台人生であったことが窺える（『義太夫年表近世篇』では浄瑠璃太夫連名が載っているだけだが、『音曲鼻けぬき』の記載に合わせ綱太夫の役場を二段目とした）
安永5年（1776年）に持病の治療で湯治に但馬城崎を訪れるが、その帰路10月13日に死去。墓は法善寺。令和5年（2023年）6月、六代目竹本織太夫が、六代目竹本綱太夫花立1本を孔再加工工事し、六代目竹本織太夫花立を1本新設した。
『音曲高名集』 では、「三ケ津ニ而評判よく」と評され、「別而生涯語り物の内名高き戯題」として『近江源氏先陣館』「佐々木高綱隠家の段」『妹背山婦女庭訓』「芝六住家の段」「鱶七上使の段」『関取二代鑑』「秋津嶋切腹の段」『平家女護島』「鬼界ヶ島の段」が挙げられている。
『音曲鼻けぬき』 に「夕霧文章は近松門左衛門の作にして、…人も知りたる銘文なり。尤国太夫一仲節(一中節）抔にて語るといへども、儀太夫ぶし（義太夫節）なれば儀太夫を語る太夫は、儀太夫節（義太夫節）にて語るべきに、一仲ぶし(一中節）にて語るは何事ぞや。…此浄るり嘉助綱太夫拵へ語りしが、是とても時代違ひゆへむかしはしらねども、儀太夫の本躰を崩さず儀理有て面白し。其頃芝居にて語るべきに極しか病重りて故人と成。」とあることから、『曲輪文章』「吉田屋の段」は初代綱太夫の章句であることがわかる。また、同書には「故人上総太夫（初代竹本紋太夫）・嘉助綱太夫生れ付たる、悪声なれども、熟して後に妙音となり、只一心の以てなす時ハ、得ぬことハあるべからず。唯凝り給へかたり給え」とも記されている。

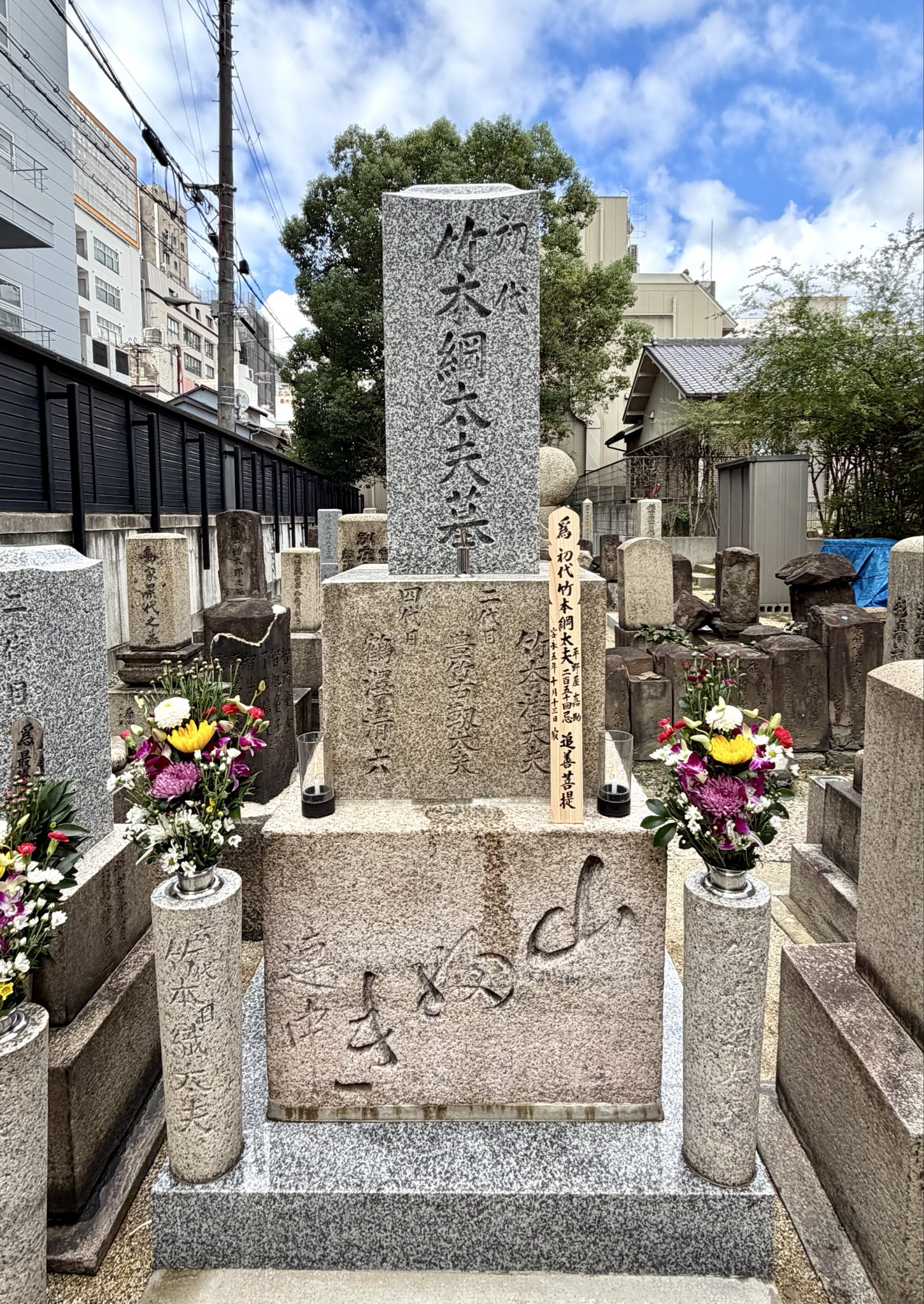
初代竹本綱太夫墓

『素人浄瑠璃評判記』に「綱太夫は、ふし事の上手也。聞人の耳を手摺へ引付るは、磁石の鉄を吸うがごとし」と評されている。同書にては初代鶴澤文蔵（二代目鶴澤友次郎）と初代竹本染太夫を「文蔵は、三味線の聖也。染太夫は、浄瑠理の虫也。染太夫は、文蔵が、上にたゝん事かたく、文蔵ハ染太夫が、下にたゝん事かたくなん有ける．近き世まで、きこえたる」、初代竹本住太夫を「住太夫は大音ニして三段目かたりなれども、誠すぐなし。たとへバ、本計（ばかり）よんで、いたづらに、あやつりの評判ばかりするがごとし」、初代竹本組太夫を「組太夫けれんの上手也。語り出したしかならず。面白さに。つかまへ所のなきは、いはゞふられた夜の、暁がたの景色の、ゑもいへぬ朝もよひ見るがごとし」、三代目竹本政太夫を「又今の政太夫ハ、前々（初代、二代目）の政太夫と、一口にはいわれず、いはゞ虎屋饅頭の名代ばかりでちいそふなりたるごとし」、二代目豊竹此太夫を「かつぱ筑前（初代此太夫）のながれ也。言葉はよけれども、地事いかず。いはゞはな歌で女をふづくるがごとし」、初代竹本男徳斎（初代竹本咲太夫）を「ちやりとやらにて当りをとりぬ。いはゞ留守居寄合にしかつべらしい顔で、はさミ将碁さゐていらるゝごとしとかや」（ママ）…等と辛口の評が並んでいるが、初代綱太夫は手放しで称賛されていることがわかる。
初代綱太夫の「綱太夫風」を杉山其日庵は『素人浄瑠璃講釈』にて「（初代）竹本綱太夫は、絃師を十分陽気に弾かせて、語り方は成る丈け陰気に運んで、夫を派手に聞かせて、人情を漂はする事を、一生研究したとの事」と記し、武智鉄二は「（初代綱太夫は）三味線を陽気にひかせ、語り口はなるたけ陰気に運び派手に聞かせる工夫をした人」「綱太夫風も産み字が多く、曲節が派手になっているが、それを二の音に落として、陰気に聞かせることで情をつないだ（酒屋などその一例）」と記している。また武智鉄二は「名人清水町団平が一生を綱太夫風に凝ったというのほ、じつに彼が近世での三絃の名人であったからで、浄瑠璃の足取りに深い考慮を払い、裏撓ということに深く意をとどめた」と、初代豊澤團平が一生綱太夫風に凝ったと記している。
初代竹本綱太夫著
- 『関取二代鑑』「秋津嶋切腹の段」―原題『関取二代勝負附』（明和5年初演）※竹本綱太夫章句
- 『恨鮫鞘（桜鍔恨鮫鞘）』「無筆書置（鰻谷の段）」―原題『裙重浪花八文字』（明和6年初演）[27]
- 『心中宵庚申』「在所の段（上田村の段）」※竹本綱太夫章[5] 六行本を六代目竹本織太夫が所蔵[5]
- 『平家女護島』「鬼界ヶ島の段」※鶴澤又蔵との「改正章句」

## 二代目
（寛延元年（1748年） - 文化2年8月16日（1805年9月8日））
初代竹本濱太夫 → 二代目竹本綱太夫
本名：津國屋（つのくにや）甚兵衛。通称：猪熊。紋は二つ釘抜に閂
初代竹本政太夫事二代目竹本義太夫（竹本播磨少掾）の弟子である竹本式太夫（『（増補）浄瑠璃大系図』では竹本播磨少掾の門弟の最初に書かれ、惣領弟子であることがわかる）の門弟。元は京都の猪熊仏光寺にて菅大臣縞を織る津國屋（つのくにや）という織物業を営んでいたが、幼少から音曲に長じて三梛と号しており、素人にて天晴の語り人とて人すゝめて太夫となった。初出座等明らかでなく、『増補浄瑠璃大系図』によれば、京都で修業をしていたが、大坂に下り、安永2年（1773年）8月竹本座『島原千畳敷』に出座とある。しかし、これは後述のように『増補浄瑠璃大系図』が二代目綱太夫の改名歴を竹本紋太夫⇒竹本綱太夫と取り違えたことで起こった誤りで、『島原千畳敷』に出座したのは三代目竹本紋太夫である。
『義太夫年表 近世篇』には京都の番付の掲載がすくないため、濱太夫時代の本拠地は京都であったことから、出座歴が確認できないが、安永5年（1776年）5月 京 四条通北側大芝居 都万太夫座にて『源平布引滝』「三段目 切口」『天網島』「上（の巻） 中」「下（の巻）口」を語る竹本濱太夫が確認できる。
二代目綱太夫の襲名時期も明らかではないが、『増補浄瑠璃大系図』には、「竹本綱太夫と改名致す是二代目 天明二年寅十月西の芝居にて名代近松門左衛門太夫豊竹氏太夫にて汐境七草噺」とあることから、この芝居が襲名披露であった可能性が考えられ、『義太夫年表 近世篇』によれば、天明2年（1782年）10月大坂 道頓堀東芝居 豊竹座 座本近松門左衛門太夫 竹本氏太夫『汐境七草噺』にて「第六 口」「第八 口」を語る竹本綱太夫が確認できる（『増補浄瑠璃大系図』が「西の芝居」としたのは誤りか）しかし、同書によれば、『外題年鑑 寛政版』の同年3月大坂 北の新地芝居『替唱歌糸の時雨』の項に「同（天明）二年寅三月 北新地芝居 竹本染太夫 氏太夫 綱太夫」とあると記していることから（番付は残っていない）、襲名披露は同年10月の『汐境七草噺』ではなく、同年3月には既に二代目綱太夫を襲名していたことがわかる。
翌11月も同座『釜淵双級巴』に出座したが、『増補浄瑠璃大系図』によれば「十一月釜淵双級巴是より退座して多く西京にて勤め」とあり、本拠地は西京であったことがわかる。
翌天明3年（1783年）正月江戸 肥前座『石田詰将棋棊』の番付に「御目見へ出かたり 下り 豊竹綱太夫」とある。第三の切と第八の切を語っている。（当時肥前座に出る太夫は豊竹を名乗った。この芝居では「下り 竹本政太夫」と三代目竹本政太夫のみ竹本を名乗る）翌2月 大坂 道頓堀東の芝居 近松門左衛門座にて初代綱太夫著の『関取二代鑑』「秋津島内の段 奥」を語っており、竹本綱太夫の名跡のみならず、初代綱太夫の芸も継承していることがわかる。さらに同年10月江戸 肥前座『内百番富士太鼓』「下の巻」を語る豊竹綱太夫が番付にあり、大坂と江戸を慌ただしく往復していたのか、大坂と江戸で両方の綱太夫が存在したのかは不明であり、大坂と江戸の綱太夫を別人とする論文もあるが、同年正月江戸肥前座の番付に「下り」とついていることから、上方（京・大坂）の綱太夫が江戸に下ったと考えるのが自然である。2月の『関取二代鑑』「秋津島内の段」は初代綱太夫著の綱太夫場であり、語ったのは二代目綱太夫と判断できる。『義太夫年表 近世篇』が正月江戸の肥前座の上演年月の特定についてコメントしているように、江戸の上演が異なる年月であった可能性もあり、疑問が残る。
寛政元年（1789年）9月大坂 竹本座『浜真砂千町封疆』「七巻目 京 竹本綱太夫」「八巻目 京 竹本綱太夫」とあることから、この間も本拠地を京都にしていたことがわかる。このため『義太夫年表 近世篇』に綱太夫の出座が確認できないのは、『義太夫年表 近世篇』に京都の番付の収録が少ないためと判断できる。
寛政2年（1790年）10月『箱根霊験躄仇討』「黒百合献上の段」「阿弥陀寺の段」を勤め、古今の大当りを取る。 『箱根霊験躄仇討』「阿弥陀寺の段」は初代綱太夫も大変得意とした演目である。
寛政4年（1792年）正月京 四条南側芝居『妹背山婦女庭訓』にて、二段目 切（芝六住家）と四段目 中（鱶七上使）を語っている。これは『妹背山婦女庭訓』の初演時に初代綱太夫が語った役場と同じであり、綱太夫名跡の後継者であるということを強く意識していたことがわかる。
同年10月大坂 道頓堀東芝居 竹本千太郎座『近江源氏先陣館』の三代目竹本政太夫改め竹本播磨大掾披露の芝居で、第弐 切、第六 切を語っている。（政太夫の播磨大掾は薬種商のものであり、差止となり、後に政太夫に戻っている。これは、当時浄瑠璃の太夫の受領が認められなかったために政太夫が起こした事件である。）また、翌11月の同座同披露の芝居にて『摂州合邦辻』「下の巻 切」を語り大当たりをとった。『摂州合邦辻』「下の巻 切」は安永2年（1773年）に二代目豊竹此太夫が初演したが、この芝居で二代目綱太夫が新たに書き直し、上演したもので、この二代目綱太夫の「合邦」が今日に伝わっている。「聞く子や妻は内と外、顔と顔とは隔たれど。心の隔て泣き寄りの。親身の誠ぞ哀れなる」―この母子の情を十分に訴える耳ざわりのよいフシは、今に至るまで猪熊風（二代目綱太夫風）として崩せないことになっている。
また、寛政5年（1793年）4月名古屋稲荷社内芝居にて『花上野誉の旧跡』「志渡寺の段」を語る。翌寛政6年（1794年）5月道頓堀若太夫芝居にて『花上野誉の石碑』「志渡寺の段 切」を出語りにて勤めている。寛政8年（1796年）3月道頓堀東の芝居『田村麿鈴鹿合戦』「四段目 切」を語る。同年9月大坂北堀江市ノ側東側芝居にて『勢州阿漕浦』「平治住家の段」として上演している。寛政9年（1797年）2月大坂道頓堀東芝居にて『中将姫古跡之松』「雪責めの段」を、同年3月大坂道頓堀東芝居『増補紙屋治兵衛』「紙屋の段」をそれぞれ著し上演している。このように、京都から大坂道頓堀に本拠が移り、大坂にて二代目綱太夫著の芝居を6年あまりの間に次々と披露している。
寛政9年（1797年）5月道頓堀東の芝居では『廓色上』「大津の段 切」を出語りで勤めている。この『廓色上』は初代綱太夫著の初演作品である。
寛政10年（1798年）正月は江戸へ下り土佐座へ出座し、『勢州阿漕浦』「平治住家の段」を語った。「竹本綱太夫 野澤吉兵衛 御目見江平治住家の段相勤申候」と番付に記載されており、二代目綱太夫著の「平治住家の段」が売り物であったことがわかる。
享和元年（1801年）11月道頓堀東の芝居『箱根霊験躄仇討』では「阿弥陀寺の段」を語り、初代綱太夫の当たり役を勤めている。享和2年（1802年）10月道頓堀東の芝居にて『花上野誉の石碑』「志渡寺の段」を再演。同芝居で『本朝廿四孝』「二段目 中」を語っている。これも『本朝廿四孝』の初演時に初代綱太夫が勤めた役場である。
『蜀山人の研究』に「六月十一日大田南畝、隅田川舟遊の折、竹本綱太夫の声を聞く」とあることから、享和2年（1802年）6月頃江戸の芝居に出座していた可能性がある。しかし『義太夫年表 近世篇』では確認できない。
文化元年（1804年）11月道頓堀角の芝居にて『摂州合邦辻』「合邦住家の段 切」を語り、自身が著した「合邦」が最後の舞台と伝わる。
『音曲竹の響』という当時の評判記には、「かたり口に伝授の多い菅原」と記されているように、初代竹本綱太夫から直接教えを受けなかったとはいえ、初代綱太夫の芸風（＝綱太夫風）を追求したと推察される。
墓は京都の真如堂にあり、「朝顔の 身のあきをしる ゆふへかな」と辞世が刻まれている。戒名は最勝軒奏譽道雅禅定門。法善寺にも初代綱太夫と並び墓碑が建立されている。 令和5年（2023年）6月、六代目竹本織太夫が、六代目竹本綱太夫花立2本を孔再加工工事した。令和6年（2024年）8月16日220回忌祥月命日に竿石の新設と開眼法要が営まれた。

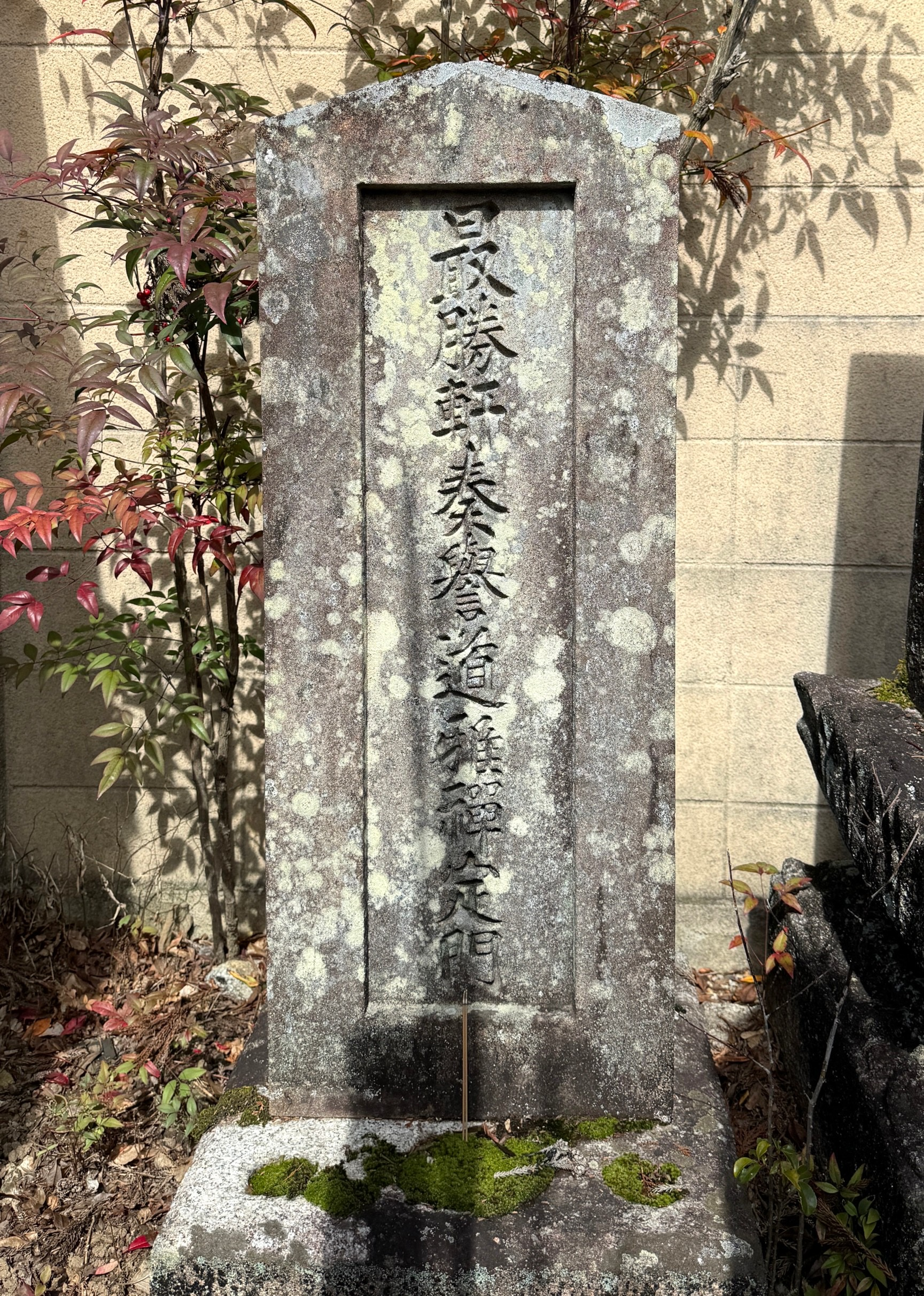
二代目竹本綱太夫墓（真如堂）

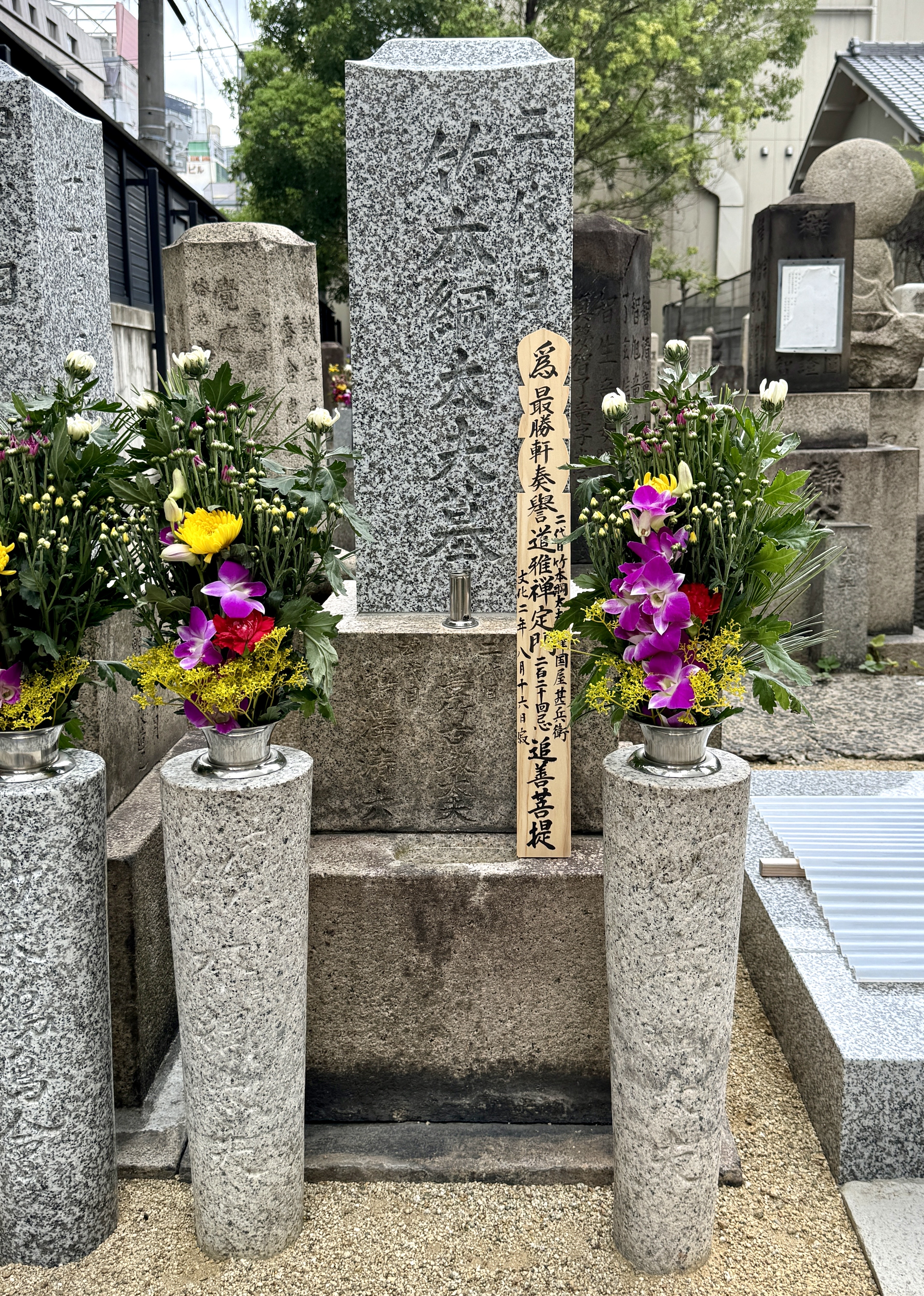
二代目竹本綱太夫墓（法善寺）

『増補浄瑠璃大系図』では、二代目綱太夫の初名を竹本紋太夫とし、紋太夫から二代目竹本綱太夫を襲名したとするが、「音曲高名集」 では「前名濱太夫 二代目竹本綱太夫 猪の熊甚兵衛と云」と記載があり、(神津武男(2017))においても、「『増補浄瑠璃大系図』は、二代綱太夫の前名を「紋太夫」と記し、三代綱太夫の前名を「浜太夫」と記している。『増補浄瑠璃大系図』は二代綱太夫と三代綱太夫の前名に関する情報を、取り違えて記載したものと判断せざるを得ない。」 と、指摘があることから、本項では、二代目竹本綱太夫の改名歴を初代竹本濱太夫から二代目竹本綱太夫とする。
二代目竹本綱太夫著
- 『摂州合邦辻』下の巻「合邦内の段」―原題『摂州合邦辻』（安永2年初演）※六代目竹本織太夫襲名披露狂言
- 『花上野誉の旧跡』四ツ目「志渡寺の段」―原題『花上野誉石碑』（天明8年初演）※竹本綱太夫章句　※三代目竹本綱太夫襲名披露狂言
- 『勢州阿漕浦』「平治住家の段」―原題『田村麿鈴鹿合戦』（寛保元年初演）※竹本綱太夫章句
- 『中将姫古跡之松』「雪勢免（雪責め）の段」―原題『鶊姫舎（捨）松』（元文5年初演）※竹本綱太夫章句
- 『増補紙屋治兵衛』「紙屋の段」―原題『置土産今織上布』※竹本綱太夫章（安永6年初演）[4][27]

## 三代目
（宝暦12年（1762年）- 没年不詳）
二代目竹本濱太夫 → 四代目竹本紋太夫 → 三代目竹本綱太夫 → 竹本三綱翁
本名：人見万吉。大菱屋万右衛門とも。幼名は万太郎。通称：飴屋。紋は「抱き柏に隅立て四つ目」（以来竹本綱太夫の定紋となる）
孫弟子の七代目綱太夫（三代目津太夫）が語るところによれば「京都三條縄手を東へ入る大菱屋と申す菓子屋の息子」である。
二代目竹本綱太夫（初代竹本濱太夫）の門弟。二代目竹本濱太夫としての初出座の時期は明らかではないが、師が天明2年（1782年）に二代目竹本綱太夫を襲名した翌年の天明3年（1783年）3月 一身田芝居 竹本義太夫座（伊勢）『新うすゆき物語』道行と鍛冶屋の段に竹本濱太夫が出座している。
その後、竹本濱太夫として諸座に出演し、寛政4年（1792年）正月四条南側芝居『妹背山婦女庭訓』では、師の二代目竹本綱太夫と後に襲名することとなる紋太夫名跡の先代である三代目竹本紋太夫と同座している。（同様に翌2月『木下蔭狭間合戦』においても）
四代目竹本紋太夫を襲名した時期も明らかではないが、先代の三代目竹本紋太夫は寛政5年（1793年）12月に死去していること。寛政6年（1794年）5月 名古屋若宮御境内『持丸長者黄金礎』『伊達娘恋緋鹿子』にて濱太夫の名前が番付に確認できること。また、寛政7年（1795年）3月刊行『役者時習講』「諸芝居持主名代座本并ニ座出勤連名 竹本之分」に濱太夫が名前があること。寛政8年（1796年）3月道頓堀大西芝居『妹背山婦女庭訓』にて豊竹紋太夫の出座が確認できること から、寛政7年頃に江戸にて竹本紋太夫を四代目として襲名したと推測される。
寛政10年（1798年）11月道頓堀東の芝居『仮名手本忠臣蔵』や翌寛政11年（1799年）2月『松位姫氏常盤木』にて師の二代目竹本綱太夫との同座が確認できる。
師二代目竹本綱太夫が文化2年（1805年）に没した翌年の文化3年（1806年）に江戸 結城座にて『増補天網島』「紙屋の段 奥」を御目へ下り 竹本紋太夫として語っている。この「紙屋の段」（いわゆる「時雨の炬燵」）は、師二代目綱太夫が『増補紙屋治兵衛』を著し、紋太夫の先代である三代目紋太夫も「豊竹紋太夫改章　増補天網島　上　紙屋の段」と前表紙に記した六行本を江戸にて刊行した所縁の演目である。また、当人の四代目紋太夫も「治兵衛・小春／時雨の炬燵　竹本紋太夫章」と記した六行本を京で刊行しており、後に、三代目綱太夫時代に「時雨の炬燵　増・補／紙屋次兵衛　竹本綱太夫章」と前表紙に記した五行本を大坂にて刊行している。
文化3年（1806年）11月 京四条寺町道場芝居にて三代目竹本綱太夫を襲名。襲名披露狂言は二代目綱太夫著の『花上野誉石碑』「志渡寺の段」を選んでいる。また、文化4年（1807年）正月 大坂 座本荒木与次兵衛芝居『会稽宮城野錦繍』にて「湯がしま天城山の段」「島原揚屋の段」を語り紋太夫事三代目竹本綱太夫を襲名する。
『増補浄瑠璃大系図』では、濱太夫から三代目綱太夫を襲名したとするが、この番付から紋太夫から綱太夫を襲名したことが明らかである。
文政六年（1823年）には紋下となり、天保5年（1834年）に弟子の二代竹本むら太夫に四代目竹本綱太夫を襲名させ、自身は天保7年（1836年）に竹本三綱翁を名乗り引退した。その語り口は「天晴名人にて一流を語る飴屋風（三代目綱太夫風）」と評される。
初代・二代の衣鉢を継ぎ、前名四代目紋太夫時代の『時雨の炬燵』「紙屋の段」を皮切りに（師匠二代目綱太夫の『増補紙屋治兵衛』「紙屋の段」が基）、文化5年（1808年）9月大坂御霊社内芝居にて『艶容女舞衣』「酒屋の段」を安永元年（1772年）の初演以来36年ぶりに上演（半兵衛の咳とお園が剃刀で自害仕掛ける件を追加）、文化12年（1815年）京四条道場芝居にて『関取千両幟』「猪名川内の段」を（主人公名を岩川から猪名川へ変更）、文化14年（1817年）大坂いなり境内芝居『薫樹累物語』「土橋の段」を、文政7年～文政8年（1824年～1825年）の江戸結城座上演時に『本朝廿四孝』「勘助住家の段」をそれぞれ著している。
「酒屋」の半兵衛の咳については、二代目古靱太夫（山城少掾）が文化5年の上演時の番付に「三世飴屋綱太夫也此時半兵衛ノセキの工夫有テ入ル」と書き込みをしている。
師匠二代目綱太夫場（風）である『勢州阿漕浦』「平次住家の段」『摂州合邦辻』「合邦住家の段」『花上野誉石碑』「志渡寺の段」を得意とし、『伊賀越道中双六』「岡崎の段」『ひらかな盛衰記』「逆櫓の段」『彦山権現誓助剱』「毛谷村の段」『新版歌祭文』「野崎村の段」を主な当り役とした。
江戸の曳尾庵が記した『我衣』の文政7年（1824年）の条に、「綱太夫ノ甚面白キ語リ口ニテ、素人婦女ノウツツヲヌカサセタリ」とあるように、飴屋風とは、太夫にとっては非常に語りづらく、難しいものである反面、逆に観客にとってはとてもわかりやすい、受けの良いものであったと推察される。
京都東山長楽寺に竹本綱太夫塚という碑が建てられている。これは文政四年（1821年）に子徳と号する越前の医師が建立したもので、その碑文に門弟の数は「百有余人」とある。

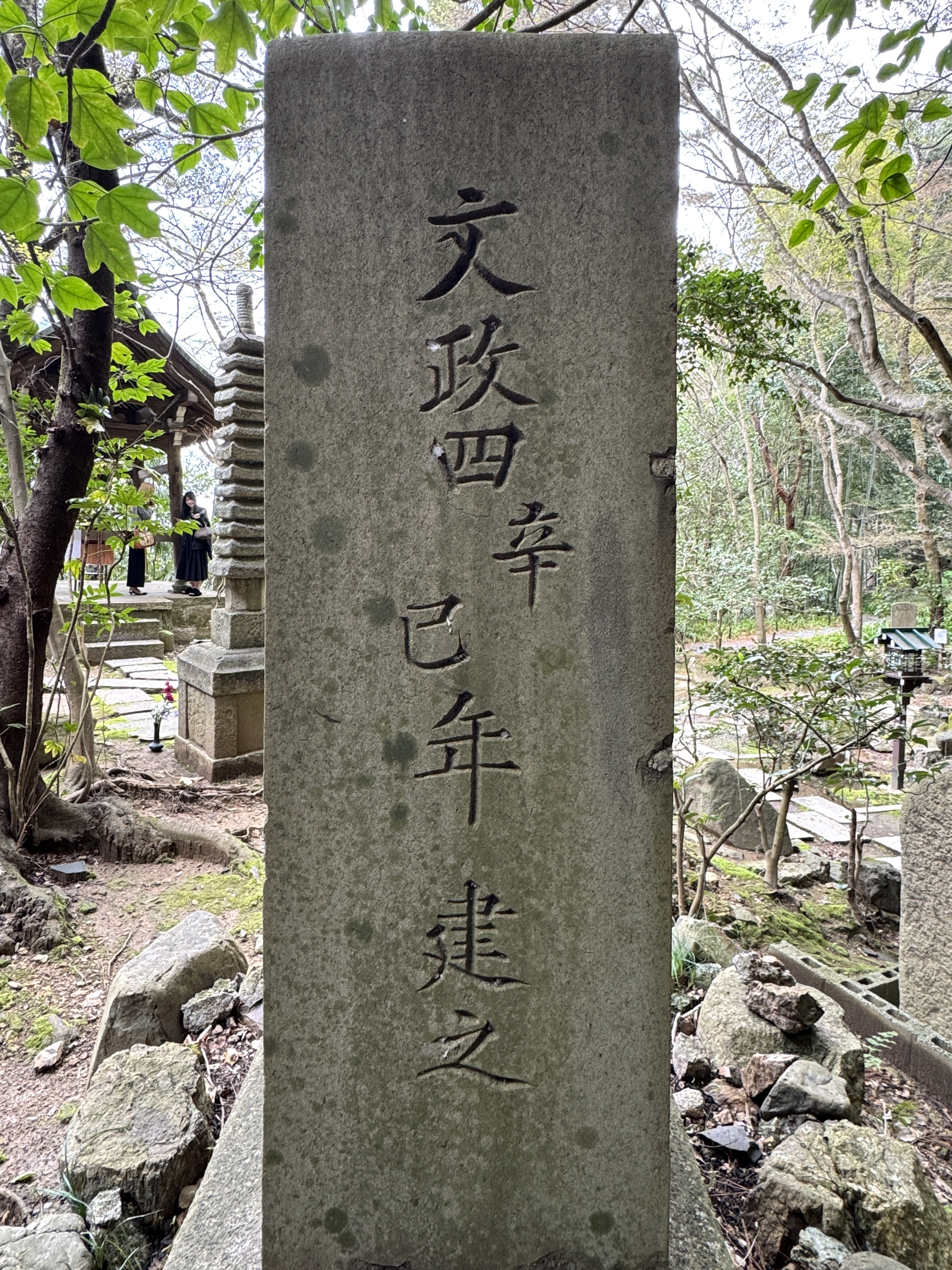
三代目竹本綱太夫塚（右面）

「『時雨の炬燵』成立考 -三代竹本綱太夫の添削活動について-」(神津武男(2017))に全文が翻刻されている。以下の通り。
翁諱佐明字万右衛門幼名万太郎号綱太夫性
人見京師人也有才情長嗜歌曲遊萙圃而師緒
熊竹本綱太夫廼一家之曲者也翁為其高第究
其閫奥逐継其緒而後翁第子愈多世人深嘆其
妙伎亦不小道之器耶世之弄詞曲者率伏従翁
執矩範則及其門者曰若百有余人今歳為禱翁
寿期択清潔之地以建朱字碑
　　　　　　　　　　越前医員藤子徳識

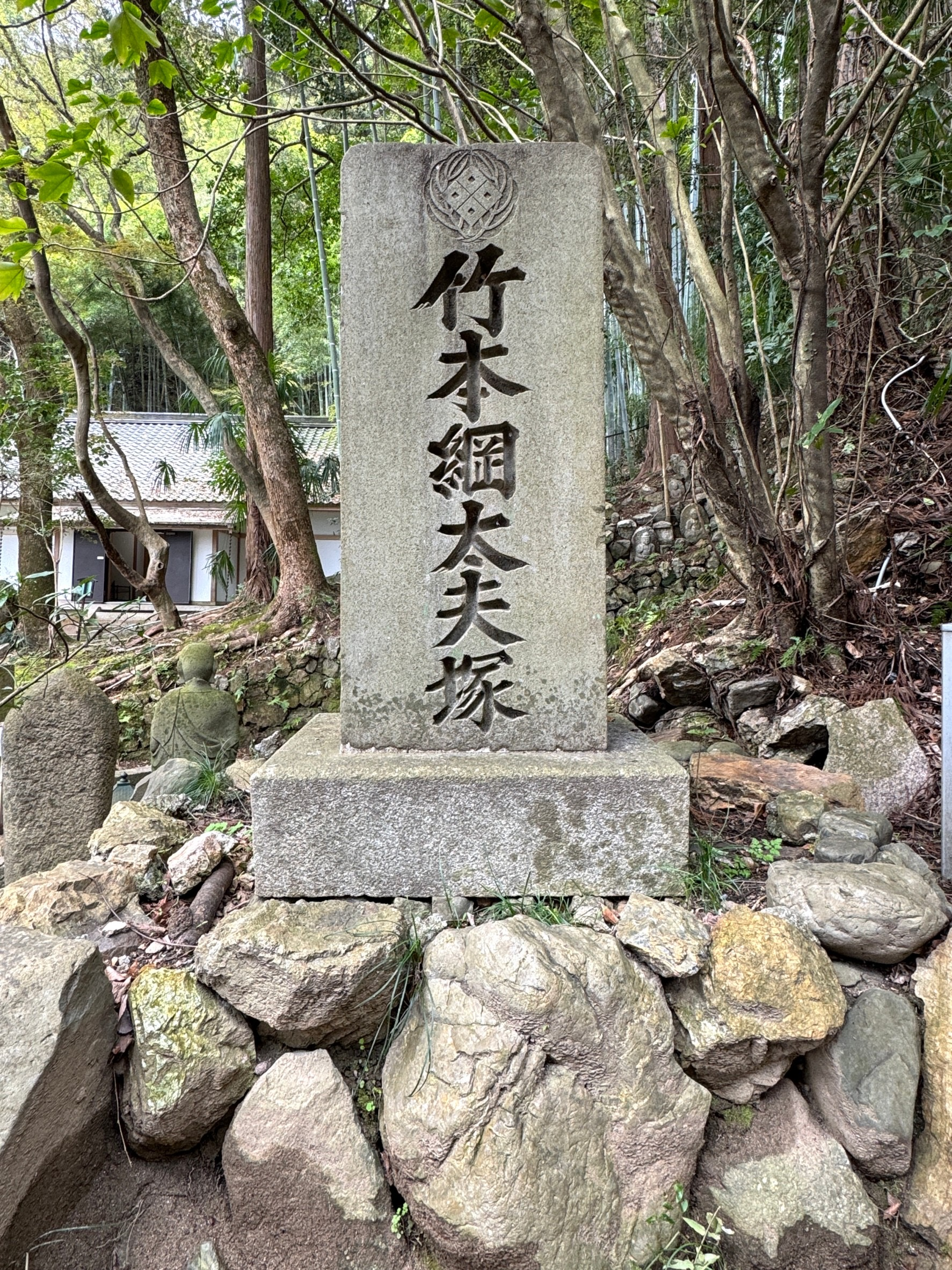
三代目竹本綱太夫塚

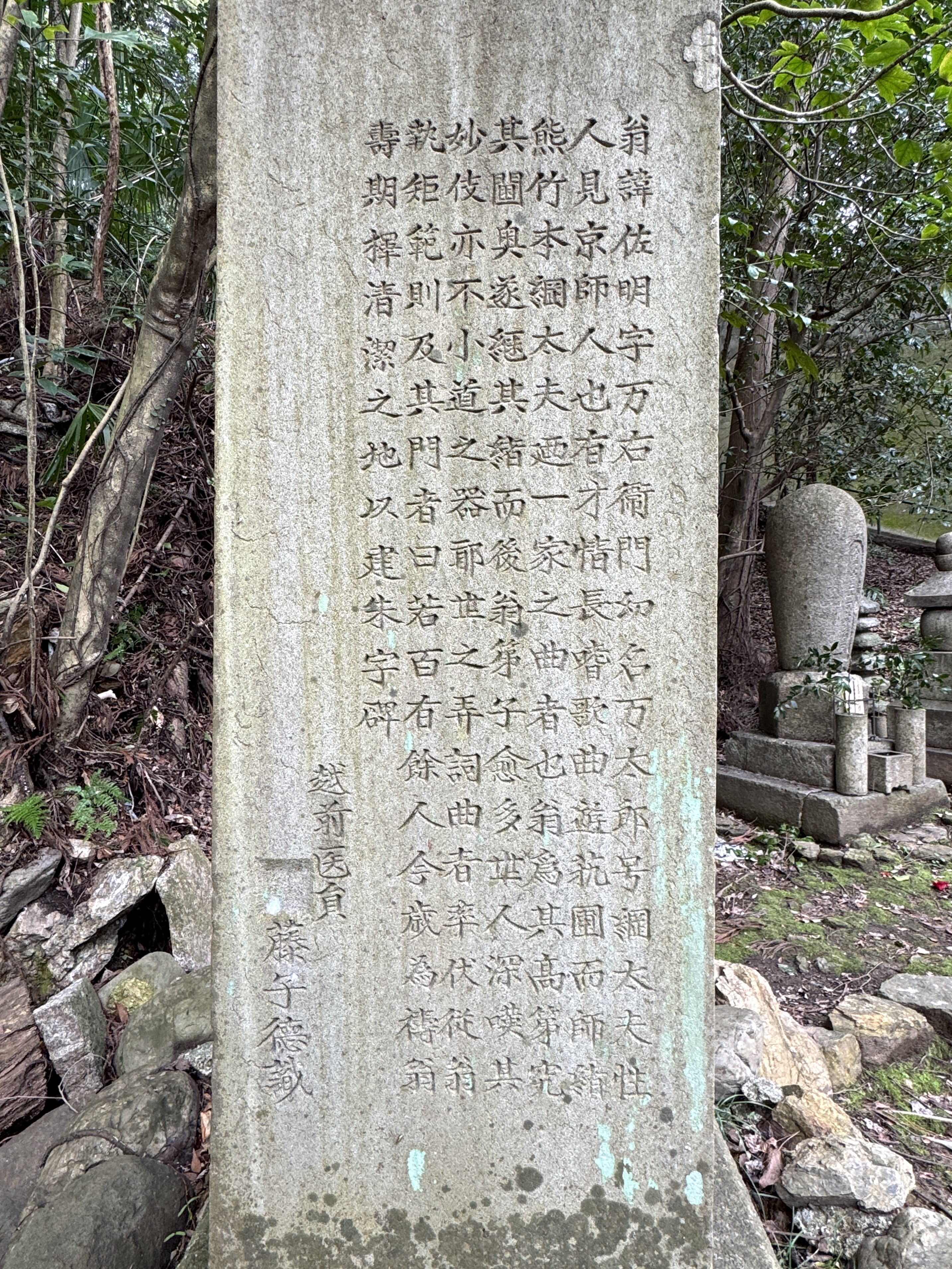
三代目竹本綱太夫塚（左面）

墓は現存しないが、専定寺が人見家の菩提寺であり、抱き柏に隅立て四つ目を刻む墓碑があったと伝えられている。
門弟に名古屋の綱太夫がいるが、竹本綱太夫の代数には数えられておらず代数外となっている。その養子に鶴澤豊吉（代数外）がいる。
『増補浄瑠璃大系図』では、三代目綱太夫の初名を竹本濱太夫とし、濱太夫から三代目竹本綱太夫を襲名したとするが、(神津武男(2017))において、指摘する通り、本項では、三代目竹本綱太夫の改名歴を、二代目竹本濱太夫 → 四代目竹本紋太夫 → 三代目竹本綱太夫 → 竹本三綱翁とする。
「『新改正　三ヶ津浄瑠璃・太夫方素人方・音曲座鋪角力　所付・実名付』に、（略）「太夫方」の「西」の前頭十四枚目の「同（京。筆者註）三条　浜側万吉」が、『増補浄瑠璃大系図』が三代綱太夫の住所地・本名と伝えるところの「三条橋東松の木町北側通称飴屋万吉」と一致するので、「浜側万吉」を、寛政七年当時「浜」太夫と名乗る、のちの三代綱太夫そのひとと推定する。右の推定を加えて、二代・三代の改名歴を示すと、
二代綱太夫　浜太夫→綱太夫
三代綱太夫　浜太夫→紋太夫→綱太夫→三綱翁
となる。
　三代綱太夫が、師・二代綱太夫の前名を許されたのは、将来有望と見込まれたからこその命名であったと理解し得よう。そしてふたりの綱太夫がともに「浜太夫」を初名としていたからこそ、四代竹本長登太夫編著『増補浄瑠璃大系図』は錯覚して、前名を取り違えたと解釈できるように考える。」
初代植村文楽軒（正井与兵衛）の妻である「てる」の肖像画の賛に、鴨長明に文楽座のために一文書いて頂くために、三綱翁（三代目綱太夫）に力添えを願った趣旨の文章が記されている。
「文楽軒か後家はことし六十七になれるか　あやつり芝居のかふを稲荷社に始めしも　又人あまねく知事なれは　更に　いはぬか　只一首と三綱翁か乞をいなまて只うち思ふまゝにしるす其歌
せの君とかしつきしのち末遠く　かたりつくへき名さへ残せり　八十二叟　賀茂長命」
孫弟子の七代目綱太夫（三代目津太夫）が三代目綱太夫が世事に疎かったエピソードを語っている
「三代目飴屋綱太夫のお話を申し上げますが、其の元祖の竹本綱太夫と云ふ人は、大阪堀江の新路次と云ふ所に住んで居られた故、通名を新路次綱太夫とも、また本名を嘉助と言ひましたから、嘉助綱太夫とも申しまして、中々の名人でございました。此人の師匠は二代目政太夫でございます。二代目政太夫は通名を西口政太夫、また雑魚場政太夫とも申しまして、是亦名人でございましたさうです。また元祖綱太夫は、妹背山の新浄瑠璃が出来た節に、芝六住家と鱶七上使の二役を勤められた人でございます。其の元祖綱太夫の名前を継いだ二代目綱太夫、これは京都の猪の熊と云ふ所に住んで居られた人ゆゑ、通名を猪の熊綱太夫と申しました。そこで三代目綱太夫即ち此人の弟子でございまして、これは京都三條縄手を東へ入る大菱屋と申す菓子屋の息子でございましたが、子供のうちから浄瑠璃が好きで、大阪へ来て修業を致し、初めは竹本濱太夫と名乗りましたが、それから此村屋紋太夫と云ふ名人があツて、其の名を継いで紋太夫となり、後に三代目竹本綱太夫と改めて、當時日本一の太夫と成られました。併し元が菓子屋のことで、飴を使ふからさう言ふのか、如何だか存じませぬが、通名を飴屋綱太夫と申しました。ところが藝に掛けると中々ゑらひ、此上もない名人であつたけれども、世事には誠にうとひ人で。或時名古屋の芝居へ出向けられるに就いて、綱太夫の弟子で、名前は忘れましたが、唯今で申せば先切ぐらゐの所に居る太夫がある。それを一緒に伴れて行かうと思ツて、其事をその弟子に言はれたところが、弟子の言ふには「實は五日の間他へ約束を致しましたから、どうも行く譯には参りませぬ「イヤイヤ今からさう勝手に外で働らくやうでは迚も不可ぬ、自分に従いて来て、名古屋の檜舞台へ出て修業せい」「ヘー……参りたうございますけれども、五日間の給金が先に取つてござい升ので……」綱太夫が申し升には「一躰其浄瑠璃は誰が眞語りぢゃ」弟子は言い難さうに「實は私が眞でございます」「滅想な、今から眞を取つて為るやうなことでは、迚も藝道が上達せぬ。是非自分に従いて来るが可い。先方へは師匠がそう言ふたゆゑにと云ツて、断りをして、給金を返して来い」と其頃「ハヤミテ」と云ふ革で拵へた銭入を皆腰へ提げて居りましたが、其の銭入から四文銭を百、即ち四百文取出しまして「サァサァ返して来い」と元より世事にうとひ人だから、自分の若いことを思ツテ、それだけ銭を出した。スルと弟子は「是れでは少し足りませぬ」「是で足らぬ…其様なら六百も取つたのか」「イエもう少し取りました」「もう少し……ゑらい好い給金を取るな、八百も取ツたのか」「もう少し取りました」「一躰何程取ツたのぢゃ」「五日で二分取りました」「エーッ……二分ゥー……」と驚愕して思はず言ツた聲が一町ほども聞こえたと云ふことでございます。之れは此の綱太夫は、前にも申しました通り、浄瑠璃掛けては鬼神のやうなゑらひ人であツたが、世事には誠にうとい。自分が先切に居た時分には其様に金が取れなんだが、今では藝は未熟でも金が取れるやうになツた。それを依然三十年経ツても五十年経ツても、金は取れぬものぢゃと思ツて居る。そこで四百の銭を出して返して来いと言ツたところが、二分も取ツたと言ふから、驚愕して思はず大きな聲を発したと云ふ。藝の上達せぬうちから、好い金が取れるのは、藝道の為には何よりの毒でございます」
三代目竹本綱太夫著
- 『時雨の炬燵』「紙屋の段」―原題 二代目綱太夫著『増補紙屋治兵衛』※四代目竹本紋太夫章（京板）※竹本綱太夫章（大坂板）
- 『艶容女舞衣』「酒屋の段」※八代目竹本綱太夫襲名披露狂言
- 『関取千両幟』「猪名川内の段」―原題「岩川内の段」※竹本綱太夫章[33]
- 『薫樹累物語』「土橋の段」―原題『伊達競阿国戯場』※竹本綱太夫場
- 『本朝廿四孝』「勘助住家の段」[27][36]

## 四代目
（生年不詳 - 安政2年7月26日（1855年9月7日））
二代目竹本むら太夫 → 四代目竹本綱太夫 → 竹本四綱翁
本名：佐々木吉兵衛（近江屋吉兵衛）。八日市金谷町生まれ。通称：江戸堀。号は四綱翁。屋号は近江屋、和泉屋。
近江国八日市の出身。三代目竹本綱太夫の門弟。「古今美音成ば人の勧めに依て（三代目）綱太夫を師匠と頼み名をば」二代目竹本むら太夫と名乗り、文化9年（1812年）正月大坂いなり境内芝居（文楽の芝居）に初出座。天保5年（1834年）12月大坂いなり境内芝居『祇園祭礼信仰記』「冷光尼庵室の段」にて四代目竹本綱太夫を襲名。この「冷光尼庵室の段」は、『比良嶽雪見陣立』三段目切「湖水庵室の段」を四代目綱太夫自身が『祇園祭礼信仰記』に増補した四代目綱太夫著の作品で、この後も『祇園祭礼信仰記』の中の一段として語り継がれた。天保8年（1837年）には紋下に就任。大坂は江戸堀二丁目に住居を構えていたため通称「江戸堀」と呼ばれる。
師匠三代目綱太夫著『本朝廿四孝』「勘助住家の段」を天保元年（1830年）10月大坂いなり境内芝居で語っている。以後も三代目綱太夫著の「勘助住家の段」は大坂いなり境内芝居（当時の「文楽の芝居」と呼ばれ、今日の人形浄瑠璃文楽に繋がる本流の劇場）で再演が重ねられ、現在上演される「勘助住家の段」は三代目綱太夫著のものである。
「勘助住家の段」の他、綱太夫場（風）の『勢州阿漕浦』「平次住家の段」や、『伊賀越道中双六』「岡崎の段」『ひらかな盛衰記』「逆櫓の段」『義経千本桜』「すしやの段」を当り役とした。
弘化5年=嘉永元年（1848年）刊行の見立番付「てんぐ噺」に〈伊賀越に誉れを残すかたちうち人のかゝみは岡崎のたん　竹本綱太夫　（三代目）鶴澤伝吉」とある。
二代目竹本むら太夫時代の、文政元年（1818年）12月いなり社内にて『蝶の道行』（『傾城倭荘子』「道行 二世の縁花の台」）を三代目竹本重太夫（五代目竹本政太夫）と初演。『蝶の道行』は以降上演頻度が少なくなるが、昭和12年（1937年）に八代目竹本綱太夫（当時二代目豊竹つばめ太夫）が新義座にて素浄瑠璃で復活し、翌昭和13年（1938年）10月四ツ橋文楽座にて人形入りで復活。助国を三代目竹本相生太夫（後の竹本相生翁）、小巻を四代目竹本織太夫（後の八代目竹本綱太夫）がそれぞれ語り、三味線を初代鶴澤道八他が勤めた。
天保14年（1843年）「文楽の芝居」の紋下であった四代目綱太夫は、29歳の鶴澤庄次郎を三味線に抜擢しようとしたが、庄次郎の名前では紋下を弾くには不釣り合いであるために、庄次郎の師匠である二代目鶴澤傳吉に掛け合い、傳吉の名を三代目として庄次郎に譲らせ、二代目傳吉には大名跡である鶴澤友次郎を四代目として襲名させた。あまりに急なことで大坂若太夫芝居は「鶴澤傳吉」で看板と番付を作成済であったが、綱太夫は看板と番付を「鶴澤友次郎」に書き直させたという。若太夫芝居の紋下である五代目竹本染太夫（後の竹本越前大掾）をも承諾させるほど四代目綱太夫の力は強かったのである。また、この際に抜擢した鶴澤庄次郎改め三代目鶴澤傳吉は、後に五代目鶴澤友次郎（通称建仁寺町）から五代目野澤喜八郎を襲名することになり（後に友次郎に復す）、生涯にわたり四代目綱太夫を徳とした。『野澤の面影』の五代喜八郎事五代鶴澤友次郎略歴欄にも「四代竹本綱太夫引立テニテ師ノ前名ヲ譲リ受ケ三代鶴澤傳吉ト改ム」とある。
天保13年（1842年）5月幕府の命により社寺にある芝居小屋が廃止となり、宇治嘉太夫座は閉鎖を余儀なくされたが、天保15年=弘化元年（1844年）宇治嘉太夫座は宮川町八丁目五条上るに芝居小屋を建て、同年正月名代 宇治嘉太夫 太夫 竹本綱太夫と、四代目竹本綱太夫を紋下に戴き、『義経千本桜』『けいせい博多織』を上演し、再興を果たした。同公演には三代目竹本長門太夫も出座している、また、番付の三味線欄に庄次郎改鶴澤伝吉とあることから、前述の四代目竹本綱太夫が相三味線に鶴澤庄次郎を抜擢し、三代目鶴澤伝吉を襲名させた披露が行われたことも確認できる。翌2月も名代 宇治嘉太夫 太夫 竹本綱太夫とし、『妹背山婦女庭訓』『往古 曽根崎村噂』『久米仙人吉野桜』を上演している。
『増補浄瑠璃大系図』は宇治嘉太夫（宇治加賀掾藤原好澄）の欄に、「西京に於て常芝居興行せられし其後新京極今の四条道場寺内にて宇治嘉太夫座不絶興行有しが既に天保十三年寅の五月旧幕府御趣意の節社寺に有之芝居小家等一旦廃止に相成取梯ひとなる然るに同十五年宇治座再興願上新規に宮川町八丁目五条上ル処へ芝居建築相成同正月五日初日にて以前の如く名代宇治嘉太夫櫓下太夫竹本綱太夫竹本長門太夫前浄瑠璃義経千本桜四段目迄切浄瑠璃博多小女郎浪枕続て三の替り前に妹背山四段目迄中むかしゝゝゝ曽根崎村の噂切に粂仙人滝の段相勤め其後又々元の道場へ引越に相成明治御一新迄は名代宇治嘉太夫にて興行致也」と事の顛末を記している。
弘化2年(1845年)刊行の『浪華太夫三味線町々評判大見立』の東大関に「〈昔より三国一じゃといゝならしいまに名だかき源吾〉綱太夫」と記され、人気実力もさることながら、渡辺源吾綱に擬えていることから英雄的な人気を誇ったとも推察される。また、渡辺源吾綱といえば、葛飾北斎の 「渡辺の源吾綱　猪の熊入道雷雲」 が有名であり、二代目綱太夫の「猪熊」とも掛けている可能性がある。
七代目竹本綱太夫（三代目竹本津太夫）は、昔、四代目綱太夫といふ人は京都で人気のあつた人で、ある花会の時に此人がトリを語つて此人の師匠の三代目飴や綱太夫が中入に出ました、処がトリの四代目が病気で俄に欠席しました、すると聴却は中々承知しませぬのでとうヽヽ三代目がトリにも語つて、つまり二度も出てやうやう収まつたといふ位、師匠の三代目より、技倆は劣つた弟子の四代目の方が却て人気があつたので厶います。」と、師匠三代目綱太夫よりも四代目綱太夫は人気があったと語っている。
自らの門弟一覧を記した「竹本綱太夫門弟見立角力」を嘉永3年（1850年）3月に板行している。
三代目長門太夫は、「其頃評判のよきむら太夫後四代目綱太夫なり此人を頼みて江戸堀迄稽古に通ひ」と『増補浄瑠璃大系図』にあるように、むら太夫時代の四代目綱太夫に師事している。

大坂と江戸で活躍したが、安政2年（1855年）7月27日に日本橋の旅館、近江屋市兵衛方で死去。墓は碑文谷の正泉寺に六代目綱太夫が建立したものが現存。戒名は眞綱慈教信士。元は深川雲光院にあり、明治10年（1877年）3月に六代目竹本綱太夫が建立したものであることが『夢跡集』に記されている。富岡丘藏「碑文谷正泉寺とそこの墓」によれば、正泉寺は三田台町から明治の末に碑文谷に移転したが、四代目綱太夫の墓は、同寺の式亭三馬の墓と同様に、深川雲光院末長源院墓地より移転された。正泉寺住職船造得善師が語るところによると「綱太夫は日本橋の旅館、近江屋市兵衛方に客死したのである。苦労人世話好きの市兵衛は、これを自己の菩提所長源院に葬つた。明治十年六代目が来て墓を作つた事は、墓石にも書いてある通りである」『音曲昔物語』の天理本に「嘉永八年（※ママ）　江州八日市金谷町産ニシテ　家名佐々木吉兵衛ト言　六（※ママ）代目竹本綱太夫　親綱慈敬信士　其身ト号　近江屋吉兵衛　卯七月廿六日　深川霊岸百十番地　長玄院」とある。

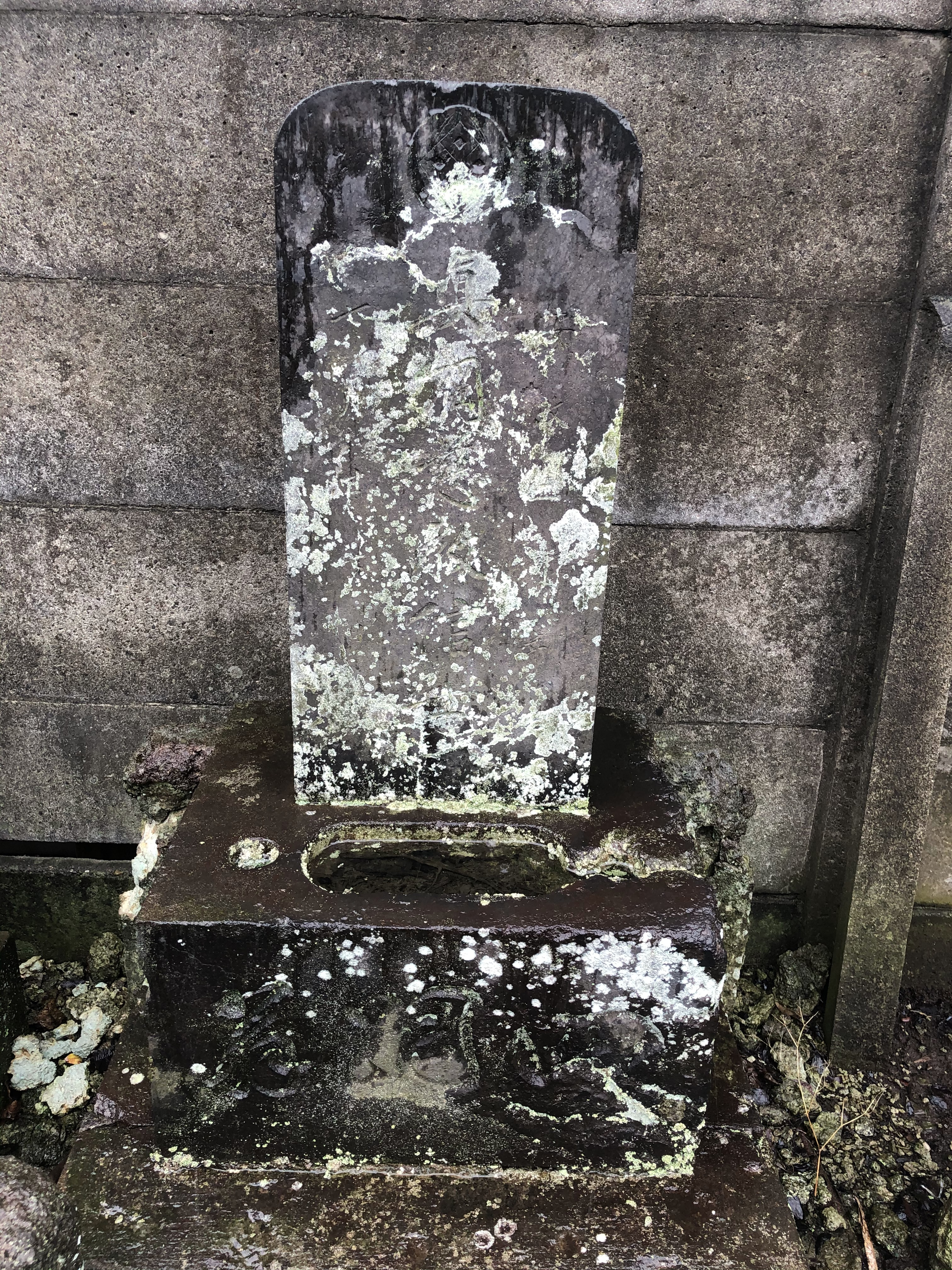
四代目竹本綱太夫墓

『増補浄瑠璃大系図』によれば、子息は鶴澤富三郎（鶴澤勝造門弟）という三味線弾きである。

## 五代目
（生没年不詳）
竹本芝（柴）太夫 → 七代目竹本紋太夫  → 竹本綱戸（登）太夫 → 七代目竹本紋太夫 → 竹本綱戸（登）太夫  → 初代竹本津島（対馬）太夫 → 五代目竹本綱太夫
本名：大坂屋喜兵衛。屋号は加賀屋。
越中富山の出身。四代目竹本綱太夫の門弟。天保3年（1832年）4月いなり境内の文楽の芝居『彦山権現誓助剱』の大序 奥を語り竹本芝太夫として初出座。その後も天保6年（1835年）頃まで出座を続けたが、淡路座への出勤のため、上方を後にしている。天保11年（1840年）帰阪し、同年正月 大坂稲荷社内東芝居『契情小倉の色紙』に竹本綱戸太夫として出座し、「鳴戸の段 次」「箱崎松原の段」を語っている。
綱戸（登）太夫襲名の時期は明らかではないが、同年3月刊行の見立番付「三ヶ津太夫三味線人形見立角力」に「東前頭 京 芝太夫 竹本綱登太夫」と記されていることから、遅くとも天保11年には綱戸（登）太夫を名乗っていたことがわかる。
しかし、同年正月刊行の見立番付「三都太夫三味線人形見競鑑」に西前頭 大坂 柴（芝）太夫事竹本紋太夫と記されており、芝（柴）太夫から竹本紋太夫を襲名したことがわかる。一方、前述の通り3月刊行の見立番付では芝太夫から綱登太夫とあることから、芝太夫の紋太夫襲名は認められていない。これは、江戸に六代目紋太夫が存命中であったためであり、芝太夫は、紋太夫を諦め、綱登（戸）太夫を名乗った。この綱戸（登）太夫の名前は、前述の正月刊行の見立番付では惣（総）後見の筆頭に「大阪 竹本綱戸太夫」と記されており、『義太夫年表近世篇』では出座の番付を見つけることが出来ないが、よほどの重鎮であったと推察され、紋太夫を諦めた芝太夫に綱戸太夫の名跡を譲ったものと思われる。竹本紋太夫は三代目竹本綱太夫の前名であり、綱登太夫も「綱太夫に登る太夫」と読めることから、強く竹本綱太夫への襲名に意欲を燃やしていたものと推察される（竹本濱太夫から竹本紋太夫と三代目綱太夫と同じ改名歴を誇った六代目紋太夫へのライバル意識も考えられる）。
天保12年（1841年）9月刊行の「三都太夫三味線人形改名附録」には「芝太夫改 竹本綱戸太夫」と記されており、紋太夫襲名はなかったことになっているが、綱太夫家所縁の竹本紋太夫名跡への思い断ちがたかったと見え、天保13年（1842年）8月大坂 北ノ新地芝居にて『播州皿屋敷』「鉄山屋敷の段」を竹本紋太夫として語り、七代目竹本紋太夫襲名を再び強行した。江戸の六代目紋太夫は、同年江戸 薩摩座7月29初日（8月4日初日とする史料あり）『菅原伝授手習鑑』「車争ひのだん 松王丸」「天拝山の段」を語っており、大坂と江戸に紋太夫が並立した。綱戸太夫の紋太夫は9月同座の『菅原伝授手習鑑』「寺子屋の段」、『伊賀越道中双六』「岡崎の段」を紋太夫として語っているが、同じく江戸の紋太夫も9月同座『仮名手本忠臣蔵』で十段目を語っている。この並立がいつまで続いたのかは詳らかではないが、翌天保14年（1843年）3月以前刊行の見立番付『三ヶ津太夫三味線大見立相撲』「西前頭 江戸 竹本紋太夫」「西前頭 大坂 竹本綱戸太夫」と記されており、今回の紋太夫襲名も認められることはなかった。
しかし、同年5月京 四条北側芝居『木下蔭狭間合戦』「矢はぎ橋の段 奥」を江戸登り 竹本津島太夫として語っていることから、紋太夫襲名を強行した綱戸太夫は、江戸に下り、江戸の紋太夫（六代目紋太夫）と紋太夫名跡についての話を付け、竹本津島太夫と名を改めたと推察される。
同年3月刊行『三都太夫三味線人形改名附録』に「芝太夫事 綱戸太夫改 竹本津島太夫」とあり、紋太夫はなく、綱戸太夫から初代竹本津島（対馬）太夫ということで問題の決着を見たものと思われる。しかし、続く紋太夫は、五代目綱太夫の門弟から出ていることから、江戸の紋太夫との間で、紋太夫名跡を上方に戻すという約束があったとも考えられる。
また、嘉永元年（1848年）8月刊行「次第不同 三都太夫三味線操改名録」に「芝太夫 綱戸太夫 加太夫 竹本津島太夫 加賀や」とあり、綱戸太夫から加太夫を経て津島太夫を名乗った史料もあるが、天保14年（1843年）3月以後刊行の見立番付『三ヶ津太夫三味線人形大見立』に「東前頭 竹本加太夫」「東前頭 竹本綱戸太夫」と加太夫と綱戸太夫が同時に記載され、同年に津島太夫を名乗っていることからも、竹本加太夫を名乗ったとは考えづらく、唯一可能性があるとすれば、津島太夫として大坂に登る前に江戸で綱戸太夫から加太夫を名乗り、その後に津島太夫と名を改めた…場合であるが、前述の通り見立番付に「綱戸太夫改 竹本津島太夫」と記載がある。
竹本津島太夫と竹本対馬太夫で表記にゆらぎがあり、『義太夫年表近世篇』によれば、どちらの名前も番付で確認できるが、「対馬」が国号であり、国号使用の禁止により「津島」とした理由もあるが、紋太夫襲名を強行するほど綱太夫家（の名跡）に思い入れがあったと推察され、竹本津太夫や竹本津賀太夫のように「津」の字は二代目綱太夫の営んでいた「津國屋」に由来する綱太夫家にとって大切な文字であることから、津島太夫を名乗ったと考えられる。また、同時期に四代目竹本染太夫の門弟にも竹本対馬太夫がいたため、竹本津島太夫とした可能性もある。
弘化2年(1845年)刊行の『浪華太夫三味線町々評判大見立』に西前頭〈早ふ聞に行なされ面白い事じゃ ちゃつと壱岐〉津島太夫と記されている。
弘化5年=嘉永元年（1848年）刊行の見立番付「てんぐ噺」に「古ふても出してみなされ皿屋しき是は御家の宝物なり 竹本津島太夫 鶴澤重造」とあり、前述の七代目紋太夫襲名を強行した天保13年（1842年）8月大坂 北ノ新地芝居にて語っていた『播州皿屋敷』「鉄山屋敷の段」を当たり役としていた。また、鶴澤重造とあるように初代鶴澤重造を長く相三味線としていた。この初代重造と対馬太夫の間には、数々のエピソードが残っている。
二代目綱太夫場である『花上野誉碑』「志渡寺の段」に「十蔵、数馬は左右に別れ」という文章があるが、対馬太夫は右の方に頭や肩をかたげて語る癖が、一方、重造は左の方に頭や肩をかたげて弾く癖がそれぞれあったことから、二人を評し「重造対馬は左右にかたげ」と言われた。「祖爺初代重蔵師之永ラク相手方ヲ勤メラレタ事モ有マス其コンビ時代ニ面白話題ガ残ツテ有升 地口合ノアンドウニ重蔵對馬ハ左右ニ肩ゲトゲト云フノガ秀逸有リマシタ 由是ハ十八番物ノ花上野誉石碑志渡寺ノ段ノ奥デ 重造数馬両人ガ坊太郎ト立合所ノ文句ニ重造数馬ハ左右ニ別レト云フ文章ガ有リマシテ又對馬大夫師ハ右ノ方ニ頭ヲ肩向ケルクセ又重蔵師ハ左ノ方ニ頭ヲ肩向ケルクセガ有升タノデそこで重造つしまは左右ニかたげ」
また、二代目豊澤團平（当時九市）は元々初代鶴澤重造に入門したが、師匠重造は、明治2年（1869年）五代目竹本綱太夫を弾いている際に、綱太夫と揉め、三味線を下において楽屋へ飛び込み、それ以来芝居への出勤を断り、自宅で稽古を続けていたため、九市は芝居に出ることができなかった。そこで、師匠重造からの手紙を持ち、初代豊澤團平のところへ弟子入りしたエピソードがある。
慶応元年（1865年）9月大坂 天満芝居にて太夫 竹本対馬太夫と紋下となり、二代目綱太夫ゆかりの『箱根霊験躄仇討』「滝の段 切」を語っている。続く同年11月北ノ新地芝居でも紋下に座り、こちらも二代目綱太夫場の『勢州阿漕浦』「平次住家の段」を語っている。翌慶応2年（1866年）8月座摩社内では「太夫 竹本対馬太夫 豊竹若太夫」と六代目若太夫と共に紋下に座っている。
津島（対馬）太夫時代、同じ四代目綱太夫門弟である五代目春太夫と人気を争い、後に文楽座の三味線紋下となる五代目豊澤広助（松葉屋）が猿糸時代に津島（対馬）太夫を弾いていた。「摂津大掾師之師匠タル五世春太夫ト此對馬太夫ハ人気之競走ヲセラレシトノ事デ有升 松葉屋廣助師猿糸時代之弾テ居ラレタ太夫サンデ有升」
慶応4年＝明治元年（1868年）7月四条道場北ノ小家『近江源氏先陣館』「盛綱陣屋の段」にて対馬太夫改五代目竹本綱太夫を襲名。翌明治2年（1869年）御りやう（御霊）芝居3月『仮名手本忠臣蔵』、4月『五天竺』に「名代 高橋竹造 太夫 竹本綱太夫」として紋下に座り出座したが、その後、堂上方（公家）へ出入りし、公家侍となり名を瓜生隼人を改め、その後、西陣辺りで風呂屋をしていたと伝わる。
『妹背山婦女庭訓』「妹山背山の段」大判事を当り役とし、生涯に6回勤め、内4回は五代目竹本春太夫が定高を勤めている。
その他にも、綱太夫代々の演物である『摂州合邦辻』「合邦内の段」『勢州阿漕浦』「平次住家の段」『伊賀越道中双六』「岡崎の段」『ひらかな盛衰記』「逆櫓の段」を得意とした他、『仮名手本忠臣蔵』「山科閑居の段」『近江源氏先陣館』「盛綱陣屋の段」『箱根霊験躄仇討』「滝の段」も度々語っている。
五代目綱太夫を「盛綱陣屋の段」で襲名した後も、『佐倉曙』「宗五郎内の段」『箱根霊験躄仇討』「滝の段」『五天竺』「長者館の段」『勢州阿漕浦』「平次住家の段」『関取二代鑑』「秋津嶋切腹の段」『本朝廿四孝』「勘助住家の段」『仮名手本忠臣蔵』「判官切腹の段」『花上野誉石碑』「志渡寺の段」等、歴代綱太夫の演物や紋下太夫に相応しい語り物を勤めている。
2022年12月、五代目竹本綱太夫襲名披露の摺物が発掘された（六代目竹本織太夫所蔵）。

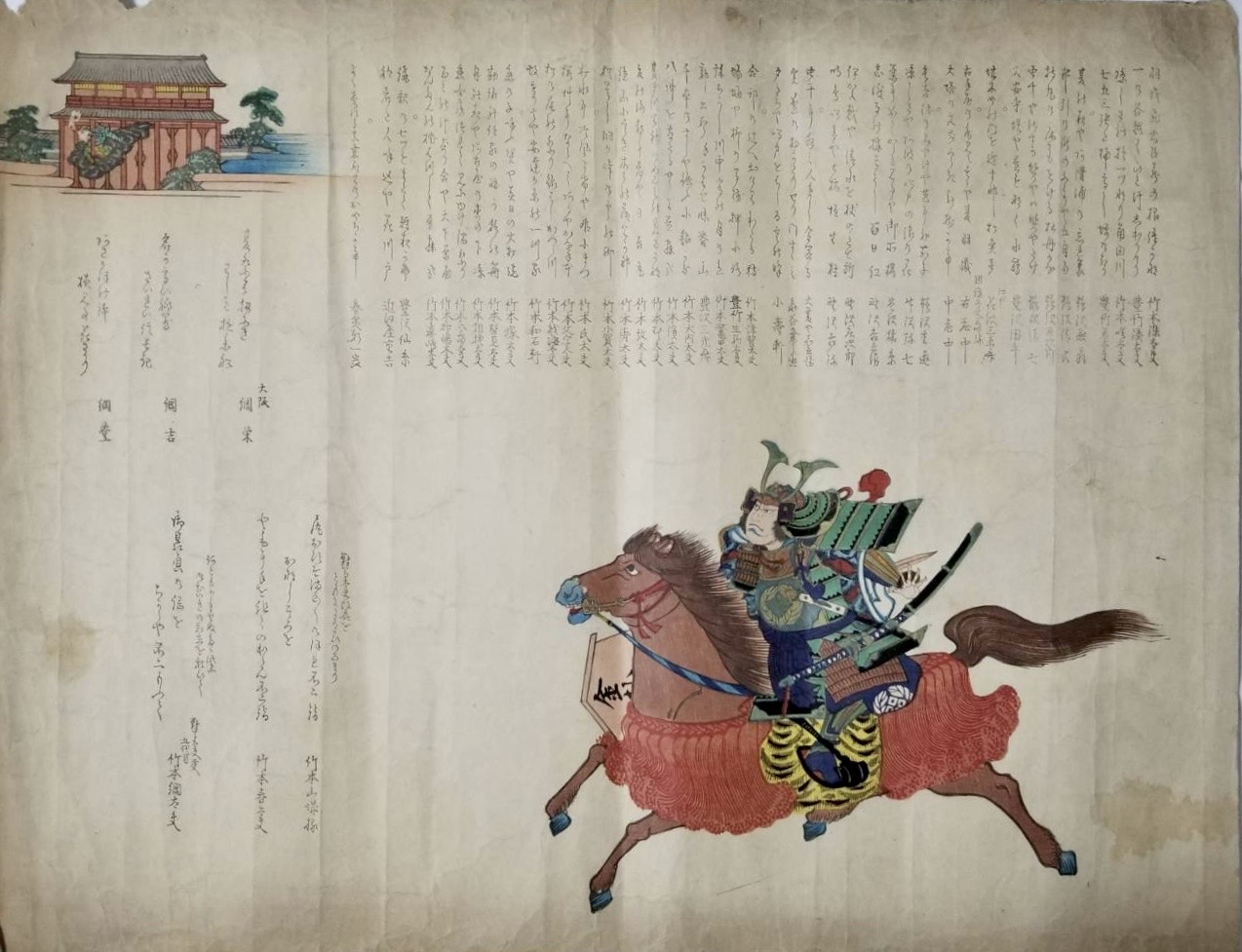
五代目竹本綱太夫襲名披露摺物

図案は渡辺源吾綱であり、師匠四代目綱太夫も渡辺源吾綱に比されたように「綱」つながりの所縁がある。また、渡辺綱の鎧の弦走韋等に定紋である抱き柏に隅立て四つ目が描かれている。渡辺綱の羅生門の鬼退治から、羅生門と鬼も描かれている。同じ四代目綱太夫一門の兄弟子竹本山城掾と五代目竹本春太夫が、竹本綱太夫の名跡を日本一の霊峰である富士山になぞらえた句を寄せている。
「對馬太夫改名を　ともによろこびのあまり 尻おすぞ まだ〳〵かほれ 不二詣  竹本山城掾
おなしこゝろを ともに手を 組てのぼらん 不二詣　竹本春太夫
何とも申ませぬ たゞ此上 御ひいき御取立を願ひて 御贔屓の 綱をちからに 不二もふで 對馬太夫更 五代目竹本綱太夫」
また、同じ竹本綱太夫一門の女流の三代目竹本綱吉や六代目竹本綱太夫夫人である竹本綱豊らも竹本綱太夫家所縁の演目を詠み込んだ句を寄せている。
「夏祭り　扨にきわしき　遊参船　大阪綱栄　（『夏祭浪花鑑』）
名か高ひ　祇園さいれい　信長記　綱吉　（『祇園祭礼信仰記』）
あさかほの　鉢植見事　花さかり　綱豊　（『生写朝顔話』）」
『夏祭浪花鑑』は、三代目・四代目の綱太夫が田島町団七内の段を得意とし、後に六代目竹本綱太夫の襲名披露狂言にも選ばれている。『祇園祭礼信仰記』は、師匠四代目綱太夫が「冷光尼庵室の段」を増補し、自らの四代目綱太夫襲名披露狂言にも選んでいる。また、『生写朝顔話』は師匠四代目綱太夫が二代目むら太夫時代に、三代目竹本重太夫（五代目竹本政太夫）らと共に初演に参加し、「摩耶ヶ嶽の段 切」などを語っている。

## 六代目
（天保11年（1840年） - 明治16年（1883年）9月24日）
竹本小定太夫 → 初代豊竹錣太夫 → 初代竹本殿母太夫 → 二代目竹本織太夫 → 六代目竹本綱太夫
本名：斎藤太市。通称：左官の綱太夫、織太夫の綱太夫。
江戸生まれ。嘉永4年（1851年）三代目竹本長門太夫に入門し竹本小定太夫を名乗る。五代目竹本弥太夫著『弥太夫日記』に同年江戸での出座が記されている。嘉永6年（1853年）師長門太夫に伴われ来阪し、修行をするも、江戸へ戻り、太夫を辞め左官屋となる。再び太夫となるために、四代目豊竹岡太夫の門弟となり、初代豊竹錣太夫を名乗り江戸にて前語りを始める。
長門太夫の門弟時代に、自らの芸の未熟さに嫌気がさし、フグの毒で自殺を図ったエピソードが『義太夫雑誌』に収録されている。
「六代目竹本綱太夫の昔話　筆笠生
去る明治十六年物故したる六代目竹本綱太夫嘗て竹本長門太夫に就て修業中思ふ様に音声の出でさるを口惜しがり如何にもして出さんとするも克（あた）はさるより果ては修芸の前途を悟（あき）らめ、迚も名人上手には成る克はずとて死ぬ気になり遂に自ら鰒を喰て其毒に斃れんものと意（こころ）を決して毒鰒を食らひしに命数未だ盡ざるにや死切れず数多の汚穢物を嘔吐し不思議に命を助かりしが図らず此時よりして音声夾（さば）やかに思ふ様に声を発せしとは偖も幸運なる人なりと今に伝えぬ」
元治元年（1864年）再び来阪し、竹本山城掾（二代目竹本津賀太夫）の門弟となり、初代竹本殿母太夫を名乗る。殿母太夫としての初出座は、紋下を師匠山城掾が勤める一座の同年正月京 和泉式部北向の素浄瑠璃の公演で、「お駒 才三 鈴ヶ森」（『恋娘昔八丈』「鈴ヶ森の段」）を鶴澤清次の三味線で語っている。鈴ヶ森は美声の太夫が得意とする語り物であるから、既に美声の太夫として売っていたものと思われる。この後、「酒屋」「中将姫」等、綱太夫ゆかりの出し物も勤めている。慶応元年（1865年）3月四条道場北ノ小家にて「お染 久まつ 質店」（『染め模様妹背門松』「質店の段」）、『義臣伝読切講釈』「植木屋の段」の掛け合いで弥七を勤め、信州路より再び江戸へ下る。
慶応2年（1866年）4月江戸結城座『菅原伝授手習鑑』にて、「車引きの段」「佐田村の段 口」を語る竹本織太夫の名が番付にあり、江戸にて二代目竹本織太夫を襲名していたことがわかる。この公演は結城座の米沢町の再開公演であり、同公演の他の番付では「所作事 傀儡師手振品玉」にも織太夫の名前がある。
しかし、同年9月四条道場北の小家にて「三勝 酒屋の段」を語る竹本殿母太夫の名があり、上方では殿母太夫での出座となった。翌10月同座『大江山酒吞童子』では「保昌屋敷の段」「大切 鬼ヶ城の段」の掛け合いで坂田金時を勤めている。一方、同年11月江戸結城座『伽羅先代萩』「御殿の段 口」『粂仙人吉野桜鳴神』を勤める竹本織太夫があり、急ぎ江戸へ下ったのか、そもそも京・大坂の殿母太夫と江戸の織太夫が同一人物かどうか疑問が残るものの、この公演の次の出座は、殿母太夫として、翌慶応3年（1867年）2月京 四条道場北ノ小家の『妹背山婦女庭訓』「蝦夷館の段」であり、前年11月の江戸での公演からの移動も可能である。
織太夫・綱太夫名跡の後継者である八代目綱太夫は著書『でんでん虫』にて「慶応の初めに二代目織太夫をついでおられます」と記している。
2月の京での公演の後は、4月5月と名古屋の巡業に殿母太夫として参加し、5月若宮御境内で『鎌倉三代記』「三浦別の段」『嫗山姥』「廓話の段」を語っている。
これ以降『義太夫年表 近世篇』では殿母太夫や織太夫の出座が確認できないことから、全国各地を回っていたものと思われる。
『増補浄瑠璃大系図』や『義太夫年表 明治篇』によれば、明治3年（1870年）に西京で二代目竹本織太夫を襲名し、明治5年（1872年）に大阪に下ったとあり、明治初期には上京していたことや、京・大坂でも二代目竹本織太夫の襲名が認められたことがわかる。
豊竹山城少掾は「元治二年二月 京四条南芝居ヘ出勤追々評判宜敷 堺ノ芝居ニテ先代萩竹之間ヲ語リ好人気各所ヘ出勤其後 京都ニ戻ツテ竹本織太夫と再改名ス」と記している。
明治5年（1872年）9月堀江芝居『仮名手本忠臣蔵』にて大阪で出座し、「七段目 一力茶屋場の段」の九太夫と「桃の井別荘の段」を勤める。この「桃の井別荘の段」は後に『増補忠臣蔵』「本蔵下屋敷の段」と呼ばれる演目であり、この時が初演である。翌10月は西京四条道場 宇治嘉太夫座にても上演している。
この後も大阪での出座を続け、明治6年（1873年）9月道頓堀竹田芝居にて『佐倉曙義民物語』「牢屋拷問の段」を語り「古今ノ絶品ニテ大当リ」と評された。この『佐倉曙』「牢屋」については、二代目豊竹古靱太夫（豊竹山城少掾 ）が織太夫時代の床本を買い求めた際に、「その許殿へ候上者出語り及び不申床内にても決して語り間敷候 借主竹本織太夫、貸主浅野常次郎殿」との三十両の証文が挟み込まれていたそうで、質入れできるほど織太夫の「牢屋」には価値があった。大評判を取る2年前の明治4年（1871年）のことである。次に、古靱太夫が六代目綱太夫時代の「牢屋」の床本を求めると、「給銀は二杯半」と綱太夫の直筆があった。「二杯半」とは「給銀十五割増し（+150%）」とのことである。また、明治9年（1876年）4月に土佐高知へ巡業に行った際には「牢屋」を語るにあたり、餘賂（本給銀とは別の特別の謝礼金）として三十五両を受けた。その高知の小屋の木戸は通常16銭のところ、20銭、30銭とプレミアムが付き、客をすし詰めにしたそうである。六代目綱太夫の人気の凄まじさを物語る。
明治7年（1874年）4月道頓堀竹田芝居『仮名手本忠臣蔵』七段目「祇園一力茶屋の段」にて端役の亭主の役を割り振られ、大いに憤慨するも、「離れ座敷へ灯をともせ仲居ども」の「仲居ども」に新しい工夫を加え、特有の仇な美声も相まって満場を唸らせ、忽ち大評判となり、以後この六代目綱太夫のように語るようになり、今日に至っている。確かに茶屋場の亭主は軽い役であるが、同公演での織太夫の本役は得意の『明烏六つ花曙』「吉原揚屋の段」（明烏）である。
明治8年（1875年）2月道頓堀竹田芝居『三拾三間堂棟木由来』「平太郎住家の段 切」を初代豊澤新左衛門の三味線で二代目竹本織太夫が語り、復活している。これは『国立劇場上演資料集〈378〉』の「上演記録」によれば、文久3年（1863年）いなり社内東小家『卅三間堂棟由来』「平太郎住家の段 切」を四代目豊竹湊太夫が語って以来12年ぶりの上演であった。キングレコード版「八世竹本綱太夫大全集」の解説に「万延元年（1860年）に三世豊竹巴太夫（六代目竹本咲太夫）が没すると、この作品（『三十三間堂棟由来』「平太郎住家の段」）の上演はとぎれてしまう。たまたま明治八年（1875年）二月、大阪の竹田芝居で（二代目）竹本織太夫（のち六世綱太夫）が語ったところ、大好評を博した。全身に彫り物をしている江戸っ子の織太夫は、すでに「城木屋」や「明烏」で大阪市民をやんやといわせていたが、いままた『卅三間堂』の好演で観客は沸き立ったようだ。三月は京都、十一月は再び竹田、翌九年一月は大阪天満、十月は大江橋というように、各地で盛んに上演していく。こんにち『卅三間堂』が綱太夫場といわれるのは、このような事情によるのであろう。随所に残っている花やかなふし回しが、その片鱗を伝えている。」と、倉田喜弘が記している。（明治8年（1875年）2月道頓堀竹田芝居の二代目竹本織太夫・初代豊澤新左衛門の上演は、三世豊竹巴太夫（六代目竹本咲太夫）以来20年ぶりとあるが、前述の通り四代目豊竹湊太夫が語って以来12年ぶりである）
同様に二代目野澤喜左衛門は、「『三十三間堂棟由来』「平太郎住家の段」は二代目竹本織太夫時代に初代豊澤新左衛門と組んで流行させたもので、書きおろされてから長い間廃滅していましたが、法善寺の津太夫さんのもう一代前の綱太夫（※六代目）が新左衛門さんとのコンビで流行し出したもので、勇み肌の綱太夫がいなせな声の「和歌の浦には名所がござる、一に権現、二に玉津島、三に下り松、四に塩釜よ、ヨーイ、ヨーイ、ヨイトナ」と木遣り音頭がうけたそうです。わかの浦の「わか」の所が現在も綱太夫の語った通りにナマッて語られますし、また「切り崩されて枯柳」も下におとして節尻の音調も、その特色を残しています。摂津大掾も綱太夫の生きている間は、これは織さんが語り生かされたものだからと遠慮された程のもので、この話は美談だと思っています。」と語っており、「柳」は（六代目）綱太夫場であるというコンセンサスがあることが窺える。
また、六代目綱太夫没後の明治41年（1908年）4月堀江座にて二代目竹本春子太夫が二代目豊澤新左衛門と「柳」を勤めるにあたり、六代目綱太夫の相三味線を勤め、六代目綱太夫愛蔵の院本（丸本）を所蔵していた八代目竹澤弥七に「柳」を習いに行った際のエピソードが当時の劇評に記されている。「彼れ（二代目竹本春子太夫）は此『柳』を語るに就て、京都にいる弥七師匠（故人綱太夫の相三味線）に交渉し、其結果師の薫陶を受け、熱心にも故人綱太夫の型を学んで一流を発展せしめた其功や偉大なりと云うも敢て過言ではあるまい。兎に角京都通いをしてまで学んで床にかけると云う溢るるその熱心は実に感服なもので将来斯道の大家となるべき余裕はまさにあるのである、弥七師匠も其の熱心に感じて故人綱太夫愛蔵の院本即ち故人が弥七師へ遺物としたる本を贈呈せられたそうで、春子太夫も一種の感に打たれて、その遺物の院本を大切に蔵しているが、斯道家に取っては虎の巻であろう、絹表紙の綴本でサビれたものだ、朱も有難が浄書も中々奇麗だ、恐らく当今の浄書家も斯程に書くことは出来まい。その奥書に『維明治八年乙亥一月上旬、新写之』『竹本織太夫改メ六代目竹本綱太夫四代目竹本織太夫譲受』としてあるから、六代目の綱太夫から四代目の織太夫（註：四代目織太夫＝八代目綱太夫ではなく、堀江座座主木津屋吉兵衛の代数外の竹本織太夫。）が即ち七代目の織太夫（註：ママ）と改名した時代に写書したものである。尚当時の芝居番付が附録式に綴ってある。それを一覧するに。
明治八年亥の三月吉日より 京都四条南側に於て 中狂言 三十三間堂 切 竹本織太夫
亥の二月吉日より 竹田芝居にて 切狂言 切 竹本織太夫
明治九年子年十月 大江橋席にて 中狂言 切 竹本織太夫
としてあるから、此時は未だ織太夫であったのである、此時『柳』は既に十八番となり好評嘖々として遂に後世『柳』は綱太夫物と囃われ歴史付きの語物となっているが、要するに前記した如く『柳』の語手として名声天下に轟きしは即ち織太夫時代で、都合三回の芝居に於て名を揚げし人であるから織太夫の綱太夫は名家であったに相違あるまい。茲に誌して読者の参考に供するのである。さて歴史付き綱太夫式の『柳』を語る春子太夫のは前記の経歴であるから、従来演ずる『やなき』とは其節調が異っているようだ、先ずマクラの『妻はー』と云う大マワシがすんで『木伐る音やこたへけん』で強く押シ。『お柳は身内の』で軽くスカス『潔よい名を上てたも』この『イサギヨイ』で強く腹を聞かし、『たもヤア』の所即ち角太夫節（故人角太夫にて、この『ヤア』は角太夫の発明なり）であるが、春子丈は此の『ヤアゝゝゝゝ』を普通のよりは余程重きを置いて語っている。平太郎も力を籠めて充分ハラを語っていたが中々味いがあった。例の『信田の古栖』云々も極く陰気に語り。『斬り』を渋く『崩されて枯柳』で軽く後の『何とて形を残すーべーき』の処拍手大喝采、『杖に我が子を力草、柳がアー』の林清節（三味線の譜）の処が最も佳く。和田四郎も大舞台にて『鳥眼は何の因果ぞと』の辺りは筒一ぱいの語口、例の木やり音頭で『一に権現、二に玉津島』この津島は至極軽妙であったが、段切りになって些し急調になって余裕なく、耳障りのようであったが、是はどう云うものか。要するに此の『やなぎ』は大成功で大に呼物であった。三味線の新左衛門も撥音さえて、あざやかであった毎時も好評であるは目出たしヽヽ（「浪花名物 浄瑠璃雑誌」第67号、明治41年6月）」この八代目竹澤弥七は六代目綱太夫と親戚であり、六代目綱太夫が没した後、竹本綱太夫の名跡を預かっていた。
明治9年（1876年）9月大江橋席『夏祭浪花鑑』「九郎兵衛住家の段（田島町団七内の段）」にて六代目竹本綱太夫を襲名。以来、竹本織太夫が竹本綱太夫の前名となっている。この九郎兵衛住家の段（団七内の段）は、三代目綱太夫・四代目綱太夫が得意としてきた綱太夫場である。
襲名にあたり、浮世絵師玉園に描かせた摺物と襲名披露狂言である『夏祭浪花鑑』「九郎兵衛住家の段（田島町団七内の段）」に因んだ団七縞と徳兵衛縞の改名（襲名）の挨拶状を作成している。摺物には、文楽座紋下五代目竹本春太夫と六代目綱太夫の師匠にして大江橋席の紋下竹本山城掾 藤原兼房（二代目竹本津賀太夫）が名を寄せている。これは、文楽座・大江橋席の双方の紋下からのお祝いというよりも、五代目春太夫と山城掾は四代目竹本綱太夫の同門であることから、師名である竹本綱太夫の六代目が、春太夫にとっては甥弟子、山城掾にとっては直弟子から誕生したことを祝ってのことである。

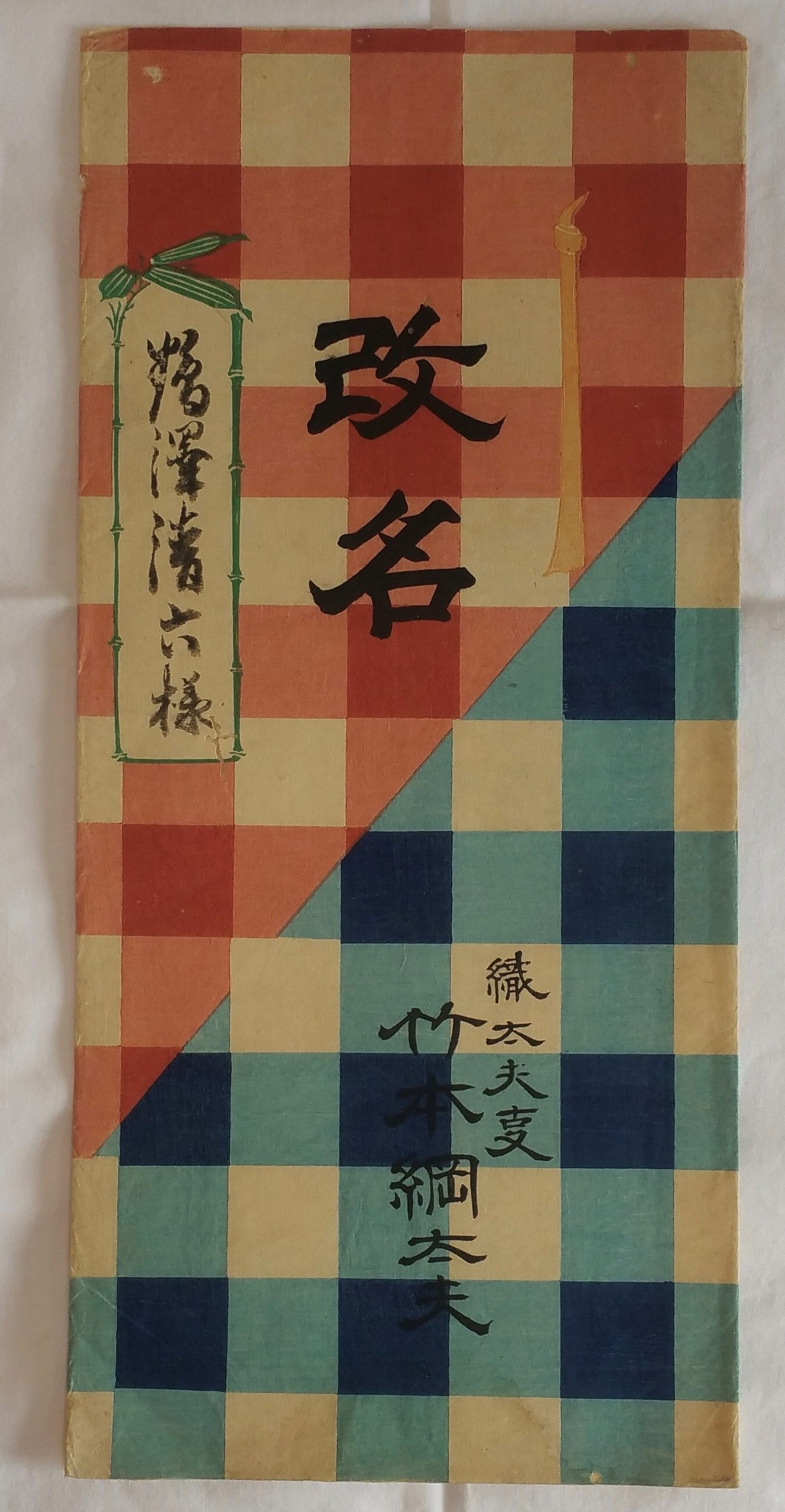
六代目竹本綱太夫改名（襲名）摺物（初代鶴澤清六に宛てたもの）

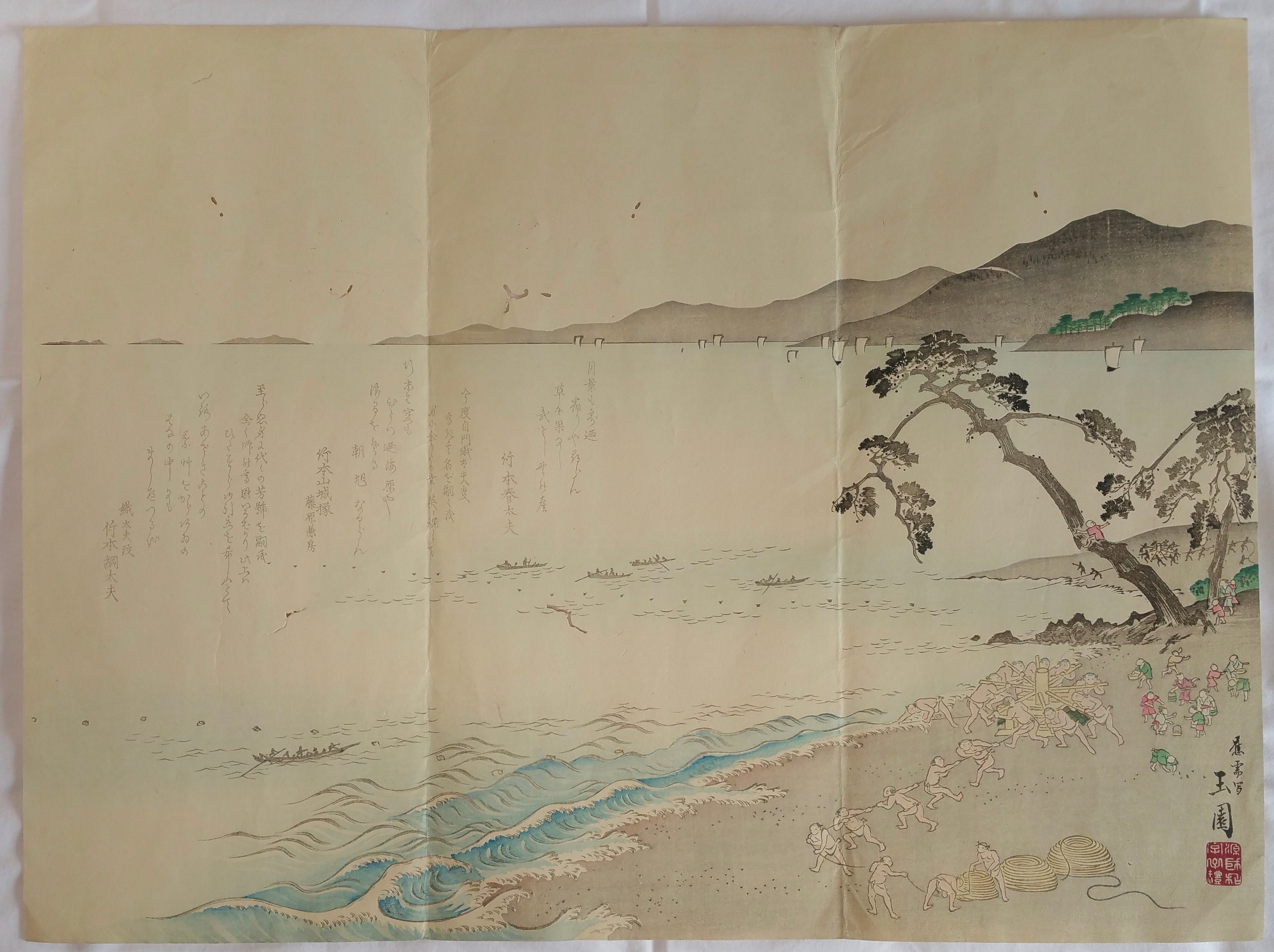
六代目竹本綱太夫改名（襲名）摺物（玉園 画）

同年11月道頓堀弁天座、初代鶴澤清六の引退披露狂言『義経千本桜』「花種蒔 吉野山の段」が五代目竹本春太夫・初代豊澤團平、六代目竹本綱太夫・初代豊澤新左衛門、初代豊竹古靱太夫・初代鶴澤清六と一座の看板を並べて上演された際に、綱太夫が紀伊の国（柳）を歌い、花街で大流行した。「千本桜の春古靱綱ノ掛合 狐ばかされの所で荒法師が歌をうたう此時綱太夫師が紀伊の国をうたゐましてから色里各廓で紀伊の国が大流行致しましたとの事を師匠の宅ノ御かみさん（初代鶴澤清六の娘、七代目綱太夫の伴侶、鶴澤きく）からよく御噺しを聞きました」―豊竹山城少掾
翌明治10年（1877年）1月元長州屋敷小家『花雲佐倉曙』「宗五郎住家の段 切」を語り、竹本四綱翁（四代目綱太夫と実父の年忌のため、十八年ぶりに東京へ上る。
同年3月13日付読売新聞に「大坂にて名高い義太夫がたりの織太夫と綱太夫と三味せんひきの新左衛門が此ほど東京へ参り、今月十六日より両国の昼席へ出るとて、太棹好の連中首を伸して待て居ります。」 とある。織太夫と綱太夫と記されているが、後の三代目織太夫は未だ「織の太夫」であるため、書き間違いと思われる。また、同年12月7日付東京曙新聞には、「竹本綱太夫は幼年の折より大坂にて浄留里を稽古して近頃大に上達したれば、去々月久振にて府下に戻り浅草新福井町へ始て看板を出すや否や、早くも四方より聞伝ヽヽ浄留里興行を依頼するに、十五日間にて百三十円より百五十円位の買切りなるに何所の席にても大当りならざるはなく、殊に此節は尾張町の鶴仙へ出掛ますに場所柄丈け別して大当りにて毎晩々々客留めになり、なかヽヽ容易に聞くことは出来がたき程のよし。最早万事霜枯の時節といひ寄席などは猶更のことなるに、かく繁昌するは全く稽古に骨を折し丈けなりと或人の咄しなり。浄留里の小技すら骨を折れば此通り、天下国家を経論する有用の学問に従事する輩の骨も折らずに紫綬金章を佩んとするは、浄留里語りにも劣れるものといはざるべけんや。」 とあり、綱太夫の人気のほどをうかがわせる。
また、この年河竹黙阿弥が書き下ろし、新富座で初演された『勧善懲悪孝子誉』の中に「泣いたとも、泣いたとも、此の頃登つた綱太夫が」「三の切を聞くよりも」という台詞がある。この後再び東上した明治13年（1880年）に同じく河竹黙阿弥作新富座初演『木間星箱根鹿笛』の中にも、「昨日王子へ行つたので、草臥れたから両国で綱太夫を聞く積りだ」「綱太夫へおいでなさるなら、お早くおいでなさいまし、直ぐに一ぱいになります」とある。
翌明治11年（1878年）7月愛宕二丁目芝居（愛宕町の大人形）の杮落し公演『菅原伝授手習鑑』にて「車先の段 松王丸」「手習子やの段（寺子屋の段） 切」を勤めている。同年8月9日付け東京絵入新聞「有名な浄瑠璃かたり竹本綱太夫は大坂の人形座文楽座からの迎へが来たので、愛宕町の大人形をしまひ次第帰坂するといふことですが、今度は越路太夫と春太夫とが入れ替りに東京へ登るとの評判。」 とあるように、綱太夫は帰阪し、
同年10月堀江芝居『八陣守護城』の番付に
「秩冷之砌に御座候得共御区中各々様方益御壯健に御渡り被遊大寿至極に奉存候随而愚拙義長年之間御当地にて御引立仁預り未熟不調法成芸道を以て幸ひと仕り罷在候処去る丑年は竹本四綱翁殿幷に愚父の年忌なれば佛参のため十八年ぶりにて古郷なる東京表江登りしにはや二重も近き昔となれば竹馬の友さへ役果て江潭に遊びし屈原にあらねとも語り合ふべき者なければ只御当地御愛染敷く朝にも夕べにも祈間念願届き此度師匠竹本山四郎より至急の使ひに取不敢御地へ急ぐ駅路は車の綱に道を走らせ芦の都の御贔屓の綱をたよりに山川の難所をいとはず再び御地に帰り新参以前に替らず何れ茂様御贔屓の御余光を持まして何卒興行の初日より永当々々と仰合御ひいき御引立之程偏に奉希上候　己上　月　日　竹本綱太夫　敬白」
と、口上書きをし、大阪の舞台に復帰。「船の段 加藤正清」と「正清本城の段 切」を語った。
この頃「（明治11年）四月頃綱太夫ガ師匠ノ竹本山四郎ノ一世一代ノ引祝会ヲ催ストイウ噂ガ三月十三日朝野新聞二出ル」と『義太夫年表明治篇』にある。
明治12年（1879年）11月博労町稲荷北門定小屋『菅原伝授手習鑑』「寺子屋の段 切」を語るが、この公演中に、東京にて綱太夫が死んだという噂が立ち、11月12日付の朝野新聞で否定した。「大坂の綱太夫は病中に死んだ死んだ、と風聞されしを忌々しく思ひ、最早全快したれば近々出京して名人重太夫と張り合ひ、花々しく興行すると云って居るとの事。」 これは、綱太夫自身が病に侵されていたということもあろうが、1年以上東京を空けていた綱太夫に対する東京の御贔屓たちの恨み節でもあろう。この「寺子屋の段」が京・大坂の上方での最後の舞台となった。
翌明治13年（1880年）3月17日付郵便報知新聞に「先頃より噂ありし竹本綱太夫は三味線弾き豊澤新左衛門と共に再ひ上京し、昨十六日より昼は両国橋の新柳亭へ出ますが相替らぬ人気取り、贔屓より贈りし幟は川風に翻へり余程の上景気。」とあり、東上し、初代豊澤新左衛門と東京で出座していたことがわかる。そして、「死んだ死んだ」と囃し立てた御贔屓も久々の綱太夫に幟を送っている。
明治14年（1881年）3月市村座で四代目助高屋高助が「日高川」を初代花柳壽輔振付の人形振りで演じた際に、六代目竹本綱太夫と初代豊澤新左衛門が演奏を受け持ち、33日間の公演で五百円の給金を得る。この際の 浮世絵 が残っている。
明治15年（1882年）1月4日付いろは新聞「先年府下で愛顧を受大坂へ帰った後道具方某の為に御霊社内の定席で切害された竹本（註：ママ）古靭太夫の三味線弾であった鶴沢六兵衛は、帰坂後は徳太郎と改名して一昨年師匠清六の名を継で鶴沢清六となり大坂で腕を鳴せて居たが、今度竹本綱太夫が招き寄、汝身の合三味線にして去一日から柳橋の新柳亭、薬師の宮松、京橋の大六席に出勤するので何処も大入だと、或義太夫好からデンデン伝信。」とあり、二代目鶴澤清六を江戸に自身の相三味線として呼び寄せている。
明治16年（1883年）9月24日死去。享年44歳。戒名は竹薗院綱譽業徳義本居士。9月27日付絵入朝野新聞に「生て復死す　竹本綱太夫が死だり蘇生たりしたことは一昨日記しましたが、同人は蘇生りし後は少しづゝ心快き方に向ひ、粥の少し許りも食るやうになった処、遂に去二十五日（註：ママ）午後六時頃、享年四十四歳を一期として今度は真実に死ました。」という記事がある。筆致はふざけているが、六代目綱太夫の病状が新聞記事になるほど、東京での六代目綱太夫の存在感を示している。
全身に見事な彫り物をいれていた粋な江戸っ子で、その美声は類稀なものであり、江戸浄瑠璃の『恋娘昔八丈』「城木屋の段」『明烏六花曙』『碁太平記白石噺』や、『三十三間堂棟由来』『傾城阿波鳴門』『中将姫』『酒屋』を得意としていた。元は左官をしていたため、街角を塗っていた左官を鼻で笑ったところ、左官が憤慨し「おかしければてめぇが塗ってみろ」と言ったのを小耳に挟み、羽織を脱いでポンと投げ尻端折のコテの鮮やかさに見るものを驚かせたという逸話も残っている。
若い頃甲府で田舎芝居のチョボ語りをしたが、酔客に絡まれ、御簾を破って反撃し、劇場を去ったという逸話がある。「〇竹本綱太夫簾を破つて忿る
故人竹本綱太夫未だ若かりし頃、一年甲府に遊ぶ、路費盡きて、嚢中剰す處なし、偶ま田舎俳優の来たつて演劇を興行す、綱太夫の友人チョボ語に傭はれん事を勧む、当時綱太夫は清元に巧みなれど、尚だ義太夫は得意ならず、爾れど今一銭の貯へなし、止むを得ず諾してチョボ語となる、狂言は朝顔日記なり大井川の場「ひれふる山の悲しさも身につまされては数ならぬ」云々、本人一生懸命語る、酔客の見物「拙いチョボだ止せ止せ」と云ふ、綱太夫怫然と忿り、簾を破り面を出だし「百姓が分るものか、拙けりやァ此へ来て語つて見ろ」遂に劇場を去る、是より大に義太夫を励むの志しを起したり（都新聞）」
初代豊竹古靱太夫とは義兄弟の間柄で、つねに「兄貴」「兄貴」と慕っていたが、芸に於いては非常におそれをなし、当時美音無比と評されていた二代目竹本越路太夫（後の摂津大掾）は眼中にはなく、ただただ古靱の浄瑠璃を目の上のこぶとしていた。そのため、初代古靱太夫が明治11年（1878年）に殺害されたときには、長嘆息をしその死を悼むとともに「もはや天下に怖い語り手は一人もいない」と六代目綱太夫は語ったという逸話がある。石割松太郎はこの逸話について「六代目綱太夫のその心持ちは、やがては綱太夫の浄瑠璃の風を如実に物語り、その語り口をも暗示するものとみてよかろうかと私は思っている」と評している。
交友関係も広く、三代目都々逸坊扇歌と義兄弟の盃を交わし、この仲介をした講釈師の石川一口の法善寺の席で、扇歌が三味線を弾き、六代目綱太夫が端唄を歌ったところ、大喝采だったという逸話も残っている。
『義太夫雑誌』に逸話として、「〇竹筒のマッチを煙草盆に代用する事　明治十六年竹本綱太夫上京し瀬戸物町の伊勢本にて興行の節、大人気大入にて客に出す火鉢、煙草盆に払底を告げしより竹筒マッチを代りに出せしに始まる」「〇寄席の天井の支柱に鉄棒を用ふること是も竹本綱太夫、新柳亭にて興行の折大入にて二階の客席落ち毀ちし為め始めて鉄の棒の柱を用ふる事となれり」とのエピソードが収録されており、六代目綱太夫の人気ぶりを窺わせる。このあまりの客入りに寄席の二階が落ちたというエピソードは門弟の三代目織太夫の襲名披露で東京の各席を回っていた時のことであると同じく『義太夫雑誌』の別号に記載がある。「今を距る二十年以前明治十年の頃、先師綱太夫と倶に上京し織太夫と改名して看板を掲げ師と共に都下の各席に非常に喝采を博し、両国新柳亭興行し時の如きは聴客席に溢れ、寄席為めに落ち毀ちたる程なりしとは今尚義太夫好の談柄（はなし）となり残れり」
先祖崇拝の念がすこぶる厚く、法善寺には初代綱太夫の墓の花入れ、二代目綱太夫と二番目の師匠である四代目岡太夫の墓をそれぞれ建て、碑文谷の正泉寺には四代目綱太夫の墓を建立している。また、三番目の師匠である竹本山城掾は晩年六代目綱太夫の仕送りを受けていたと伝わる。明治12年（1879年）3月13日朝野新聞に「竹本山四郎の引祝ひ　同所（大坂）の竹本綱太夫が其の師匠なる竹本山四郎に深切なことは曾つて新聞に記載せしが、山四郎は七十の坂を超えたる身なれば、綱太夫が最早寄席に出るのを止めて気楽に余年を送らるべし、私共が仕送りをなし、決して不自由はさせ申さじというゆゑ、山四郎は嬉し涙にくれ、今に始めぬ深切は言葉にも尽くし難しとて、終に其の意に従ひたる故、綱太夫がは相弟子数名と申し合はせ、来る四月ごろ山四郎の為に、一世一代引祝ひの大会を催ほすといふは厚意の人にぞ有る。」という記事が掲載されている。
明治17年（1884年）5月9日付郵便報知新聞に「追善大会 明後十一日、浜町の東華楼に於て宮本賀助が催ふしにて故竹本綱太夫の追善のため、門弟（三代目）織太夫外七名及び竹本越太夫、鶴澤勇造、同文蔵、西川伊三郎が補助となり興行の人形芝居の一座に、軍談師松林伯圓、一龍齋貞山、神田伯山、落語家三遊亭圓朝、柳亭燕枝、三遊亭圓橘等が加はり、午前八時より午後十一時まで右大会を興行するよし。」との記事がある。
妻は綱豊といった女義太夫で、門弟の稽古屋竹本織王太夫を紹介する欄に記述がある。「同人（竹本織王太夫）の妻は綱鶴と呼び先師綱太夫の妻なりし綱豊の弟子なるが目下毎日柳橋の芸妓屋などに出稽古なせり」
川崎大師に知友（五代目一龍齋貞山 (三代目錦城斎典山）、二代目神田伯山、初代柳亭燕枝、二代目松林伯圓、初代三遊亭圓朝、二代目三遊亭圓橘 他）や門弟の建立した立派な六世竹本綱太夫の碑が現存している。『平間寺史』に「六世竹本綱太夫の碑　同所（本堂の左面）にあり。明治十六年九月の建立にして、竹本及び斯道の人々の寄付なり。題字は八世其角堂の筆。辞世の句に　ものいひ僧立出なり秋のくれ」とある。

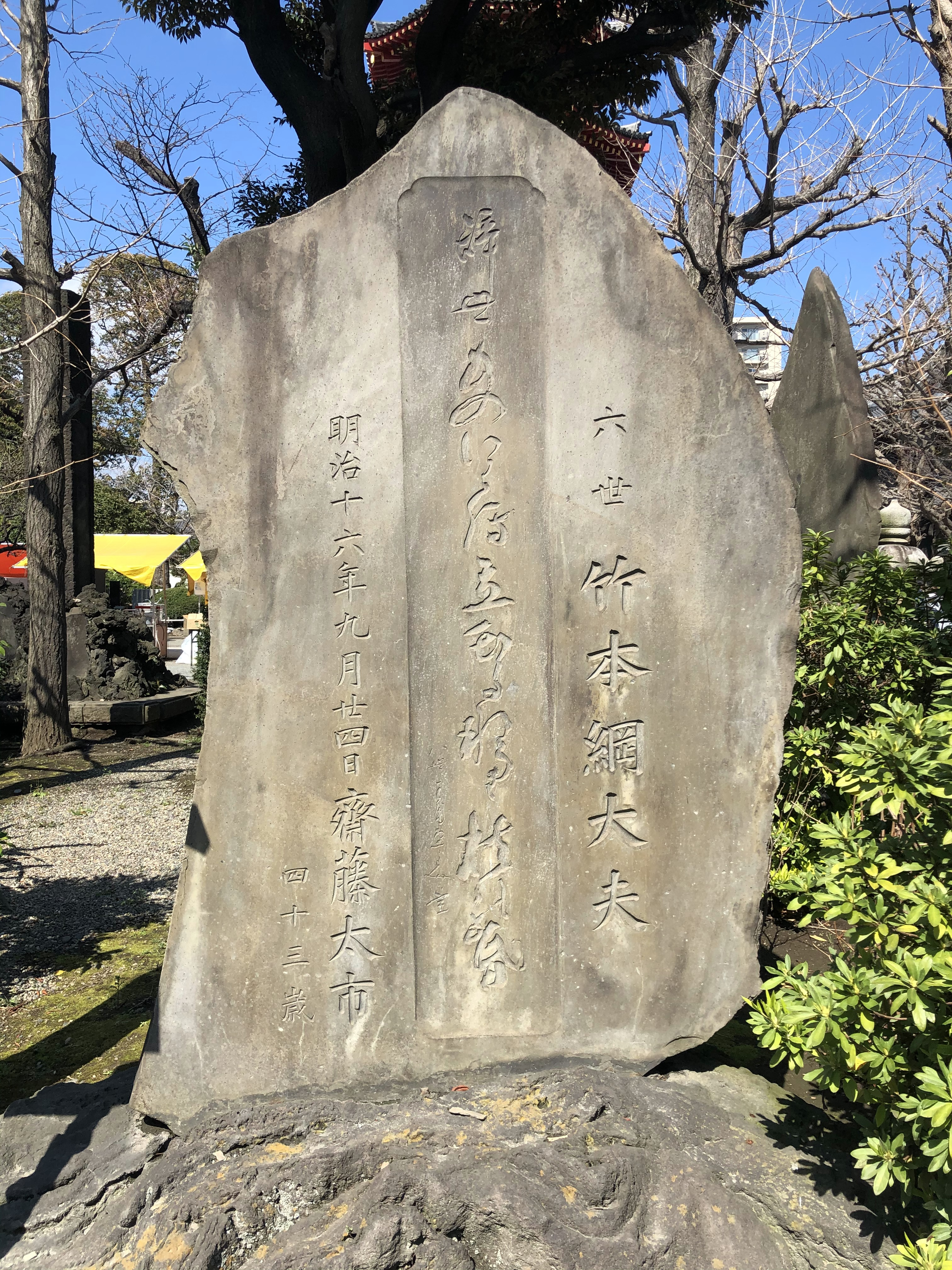
六世竹本綱太夫の碑

## 七代目
（天保10年（1839年） - 明治45年（1912年）7月23日）
初代竹本緑太夫 → 三代目竹本津太夫 → 七代目竹本綱太夫
文楽座第七代紋下（櫓下）。本名：桜井源助（桜井源助は代々が名乗る通名）。通称：法善寺。
実家は公家や雲州（出雲国）・薩州（薩摩国）に出入りする名鳥・狆を商う唐鳥屋を営んでいた。祖父は唐鳥屋松五郎といい、二代目竹本綱太夫の門弟で、素人で名を挙げていたが、師匠二代目綱太夫の営んでいた津國屋（つのくにや）から津の字を取り初代竹本津太夫を名乗る。28歳の際に二階より落ち耳が不自由となったため、津太夫の名跡を息子である小鳥屋松蔵に譲り、初代竹本蟠龍軒を名乗る。
その小鳥屋松蔵が七代目竹本綱太夫の父であり、三代目竹本綱太夫の門弟で竹本山城掾とは相弟子。父同様素人で活躍したのち、津太夫の名跡を父より譲られ二代目竹本津太夫を名乗り、後に二代目竹本蟠龍軒を名乗る。
自らの死亡記事によれば、安政3年（1856年）18歳の時に、父の縁故に依り三国屋巴太夫（三代目豊竹巴太夫）の弟子となり、巴太夫の一座で初代竹本緑太夫を名乗り初出座し、後に竹本山城掾に入門し、三代目竹本津太夫を名乗ったとするが、安政元年（1854年）10月因幡薬師境内 の芝居で「国姓爺 三ノ口」を語る竹本緑太夫が確認でき、この芝居の紋下は滑稽物語 竹本山城掾であることから、竹本山城掾に入門し初代竹本緑太夫を名乗ったと考えるのが適切である。また、死亡記事が、三国屋巴太夫（三代目豊竹巴太夫）の弟子と表現していることは、この頃大坂で巴太夫は紋下を勤めており（京の紋下は師匠竹本山城掾）、大坂の巴太夫の一座に出座するための入門と解するべきである。確かに安政4年（1857年）11月大坂竹田芝居太夫『仮名手本忠臣蔵』の芝居の紋下は豊竹巴太夫であり、「大序 鶴ヶ岡の段」を父二代目津太夫、続く「二段目 若狭之助館の段 口」を子息初代竹本緑太夫（後の三代目津太夫・七代目綱太夫）が語っている。その後も大坂で巴太夫の一座での出座が確認できる。大坂に師匠竹本山城掾の一座が来た場合はその芝居に出座している。
「私の家は祖父の代から浄るりが好きで、祖父は津太夫と云ひまして、私の父も津太夫、都合、私で三代目津太夫になるので御座います」ー本人談
その後、明治8年（1875年）11月松島文楽座『伊賀越道中双六』「沼津の段 （前半）」にて文楽座に初出座。明治22年（1889年）8月紋下に準ずる地位である「庵」に入り、重きをなす。当時の紋下であった二代目竹本越路太夫（後摂津大掾）が東京で長期公演を行っていた間に、文楽座の留守を預かり、当時のライバルであった彦六座に劣ることなく奮闘した功に報いる形で、明治24年（1891年）2月興行では文楽座第七世紋下に就任。披露狂言は『近頃河原達引』「堀川猿回しの段」。明治41年（1908年）11月28日に喀血し、静養に入る。明治43年（1910年）七代目竹本綱太夫を襲名するも、引退し、 明治45年（1912年）7月23日逝去。戒名は雲龍軒響譽津海居士。門弟に二代目豊竹古靱太夫（後の豊竹山城少掾）がいる。
七代目竹本綱太夫襲名の経緯が、三宅周太郎『文楽の研究』の春陽堂版に収録されている。六代目綱太夫の親戚であった八代目竹澤弥七が六代目綱太夫の死後預かっていた竹本綱太夫の名跡を津太夫に譲った。
「私は昭和三年七月のあるひ、新橋演舞場に文楽の内部の人達を訪ねた。私の研究事の「文楽物語」のためにである。そして偶然津太夫と相対して語る機会を得た。（略）津太夫と古靱との師匠の先代津太夫は、明治四十年前後に突然中風に罹つた。そして病気のために仕方なく文楽を休んでゐた。その頃京都に竹澤弥七と云ふ三味線ひきがあつた。この弥七は六代目竹本綱太夫の親戚であつた。この綱太夫と云ふのは、明治初期の大変な名人の太夫で、勿論斯道の歴史に残る傑物であ。それが東京で死亡したため、そのよき名の綱太夫の名跡は、親戚と云ふので右の弥七が保留して京都にゐたのであった。が、弥七の目から見ると、当時の太夫で、この綱太夫の名を継がせる資格のある太夫とは、天にも地にも右の津太夫より外ないやうな気がした。（略）無論、津太夫も六代目綱太夫の名人であるのはよく知つてゐた。そして弥七にさう云ふ厚意があるのを知ると、非常に喜んだ。（略）これを与へようとする弥七、貰はうとする津太夫、共に意見は一致した。即ち、珍しい事ではあるが、中風の津太夫は病の床の上で、弥七から綱太夫の名を貰つて、ここに七代目綱太夫を襲名したのであつた。病床の襲名、なんと喜ばしいと同時に侘しい襲名事であらう。しかも、不運にもその津太夫の七代目綱太夫は、一度も文楽の床に上らずに死んでしまつた。綱太夫の名を本当に見物に聞かさずに死んでしまつた」
※「庵」―「明治の文楽座の庵は津太夫一人で、津太夫は紋下になるだけの技量と年功を持っていながら紋下の越路太夫を押しのけるわけにはいかぬから、紋下と同じ紋下格の意味で置いたのが庵である。」
住居を法善寺に構えていたことから、通称「法善寺」「法善寺の津太夫」と呼ばれる。
「法善寺で茶見世をしてられた師匠（津太夫）の家は、以前二代目鶴澤勝七さんがやつてられたあとへ這入られたんだと聞いてゐます。表を茶見世に使つてられたので、住居は極く手狭で、梯子段のある二畳と、奥の四畳半それだけでした。」と弟子古靱太夫が語っている通り、伴侶である鶴澤きく（初代鶴澤清六の娘）が茶見世を経営していた。その後、茶見世から「カフェーリスボン」というカフェとなり、さらに四代目清六が経営する天ぷら屋「鶴源」となった。「鶴源は天婦羅屋、大阪風の衣のややあついテンプラ、主人は文楽の三味線引きの鶴澤清六。酒は菊正。梅月や天寅に比敵する一流店であった。」と宮本又次の「法善寺界隈由来記」に記されている。鶴源の名前は、鶴澤きく（初代鶴澤清六の娘）と三代目津太夫=七代目綱太夫の本名、桜井源助からつけられており、鶴澤清六家と竹本津太夫家=竹本綱太夫家が一緒であることを表している。
伴侶は初代鶴澤清六の娘である鶴澤きくで、竹本津太夫家＝竹本綱太夫家と鶴澤清六家は一緒となり、この後八代にわたり家が続き、八代目竹本綱太夫五十回忌追善での六代目竹本織太夫襲名へつながっている。主な一族に、初代豊澤新左衛門（鶴澤きくの前夫）、二代目豊澤団平（娘婿）、三代目竹本大隅太夫（娘婿）、四代目鶴澤清六（曽孫婿・名跡養子）がいる。
自らが『名家談叢』にて語るところによれば、半生は下記の通りである。
「私は天保何年かの二月十八日に生れました。本年が五十八歳ですからお繰りなすつてください。生家は京都高辻烏丸東へ入る町の櫻井源助、これは代々の通名です。父は太夫でございまして、芸名を竹本蟠龍軒と申し、三代目飴屋綱太夫の弟子でございました。祖父も矢張太夫でございまして、竹本津太夫と名乗り、二代目竹本綱太夫の弟子でございました。この二代目綱太夫は京都井の熊に居られた人ですが、その名を津國屋甚兵衛と申しましたから、その津の字を貰うて津太夫と名乗りましたのです、ところが廿八歳の時に浄瑠璃小屋の二階から落ちて鉄聾となり、それが為に太夫の勤が出来ぬように為りました。
私の家は祖父の代から鶯や、鶴や、孔雀などの鳥商売で、お大名方へお出入をして居ました。父の源助は随分浄瑠璃に出精しましたけれども、何分其頃は名高い太夫が澤山ございまして、なかなか上へ進げませぬゆゑ、容易に出世が出来ませなんだ。夫ゆゑに父は竹本蟠龍軒とて、京都で大関にまで為りましたけれども、遂には太夫を止めまして、小鳥商売のみに凝るやうに為りました。
私は子供の頃から浄瑠璃が好きでございましたから、太夫に為りたいと云うて父に迫りましたが、父は前にも申しまする通りの譯ゆゑ、私が太夫に為ることを許しませぬ。小鳥商売の手伝ひをせよと言付かりましたが、私はどうしても浄瑠璃の稽古を止める事が出来なんだゆゑ、少し手誘のときには戸外へ出たやうな躰裁をして、二階へ上り、或は又雪隠へ這入つて父が連中へ稽古をして居ると漏聞き、いつも獨りで密に稽古をして居ました。スルト父はどうしても私が止めぬと云ふ事を知りまして、私の十八歳のときに、自分の兄弟分であつて、その頃有名なる竹本山城掾といふ太夫の弟子にして呉れまして、私は祖父の名を貰ひ、津太夫と為りました。
その年三國屋巴太夫に従いて桑名、名古屋、その他の地方へ初旅をしました。歸りましてから、大阪の文楽あたりへ出て修業が為たいと思うて居りましたけれども、父は私が二十五歳の時に亡くなりましたし、又その頃は好い太夫が多ございまして、大阪などへ出ては迚も生計が出来まぬ。その頃京都の寺町四條上る道場といふ所に小屋がござひまして、亀屋粂之丞といふ人が小屋主と金方でございましたが、その道場の小屋へ唯今の越路太夫の師匠の春太夫、幷に咲太夫、染太夫等が出勤をして居りましたから、私もその一座へ加はる事になり勤めて居りました。その以前から春太夫が私に見込があるゆえ大阪へ来いと云うて、年々勧めましたけれども、私は大阪などへ出ましては前にも申しました通り、芸が未熟なる為に迚も三四人の家内を養ふことが出来ぬ、夫等の事情があるてツイ等閑になり、能う参りませなんだが、遂に大阪へ出るやうに為りましたのは二十九歳の時です。
そして其年から北の新地裏町の席、堀江の芝居、道頓堀若太夫の芝居、座摩の芝居などへ出席しましたが、どうももう一ツ名が出ませぬゆゑ、これは京都へ歸らねばなるまい、残念な事ぢゃと思うて居りましたところが、或時頭取より今度はどんな語物を出しませうかと言うて来た。私は日頃十八番の語物ではないけれども、マア日吉丸の三段目をやらうかと言うてやりました。そうしたらそれがポーンと當りました。と云ふのは當節の多いものですが、その頃中絶してあつて餘り人々が演らなんだ、珍しかつたのでございます。サアそうすると何處へ行つても初めは日吉丸をやつて呉れと云うてお蔭で大変な評判でした。さうなつて手懸りが着きますと、世間の人が私の名を知て来て、それからと云ふものは、他の語物を出しても能く聴えたと見えて、お蔭でいつも評が好く為つた。さうして私が語り始めてから、日吉丸と云ふものは今日女太夫に至るまで語るやうに為りました。
それから竹田の芝居で永らく興行して居りました。ところがその頃文楽座は松島に在りまして、春太夫が櫓下でしたが、その文楽座の手代から私に出勤をして呉れと云うて来ましたが、私もかねて京都に居る時分から文楽の檜舞台へ出て、假令大序語りでも構はぬ、勤めたいと思うて居りました事ゆゑ、誠に幸ひなれども、何分竹田の手代が非常に引き立てゝ呉れますものですから、義理合になつて、文楽座の方へは行けない。夫ゆゑに若し竹田の芝居が、自然興行を止めるやうな事があつた節には他へは行かぬ、必ずお前の方へ行くと云うて断つて居りましたが、圖らずも竹田の芝居が興行を止める事になりました。そこで私は大手を揮つて文楽座へ這入り、初めは沼津里の前の所を語り、永年はゞと切場半分くらゐの處でやつて居ました。
それから平野町の御霊社内に文楽座の新築が出来ましてから後、東京猿若町の文楽座へ當方の一座と共に行く事になり、一興行の上歸阪しました。スルト又越路太夫が東京へ行く事になりましたから、その不在中私は座頭でやツて居りましたが、お蔭で首尾好く勤めました。その功に據つて其時からと云ふものは、番附へ名前を掲げるのに、いつも私は外庵へ出して貰ふ事になつて居ります、越路太夫が一枚櫓下に在れば、何も私が外庵で出る筈はない、それを別に掲げて貰ふのは、私に取つては實に有難いことです、併し父蟠龍軒の浄瑠璃と比べて見ると、私は十分一も語れませぬけれども、今は好い太夫が少ないゆゑで、私は藝を以て今日の位地へ進んだのではございませぬ、全く時を得ましたのでございます。固より私は小音なり悪聲なり致しますで、未だに初め五日目くらゐまでは、能く人々に聴えるかどうかと思うて、弟子に前へ座つて聴いて貰ひ、至らぬ所は直すやうにして居ります。越路太夫と私などゝは一口に申せませぬけれども、實に越路太夫が申されました通り、なかなか一通りの修業では其道に秀でる譯には参りませぬ」
弟子である二代目豊竹古靱太夫は、師匠（七代目綱太夫）の養子であり自らの相三味線である四代目清六のことを「息子はん息子はん」と呼んでいたと八代目竹本綱太夫は記している。
「文楽座の直系といふと、まづ五代目春太夫を中心にして、摂津大掾の一派と、千日前の法善寺に住んでゐた故に、「法善寺」の名で呼ばれる竹本津太夫、その他文楽座土着の人々です。」 と石割松太郎が記しているように文楽系の重鎮である。
「永く因講会長として斯界の雑多の事件を摂津大掾副会長と共に円満解決を見て皆心服す。」と木谷蓬吟は記している。
明治34年（1901年）3月御霊文楽座『仮名手本忠臣蔵』の通しの歳に、それまで津太夫の相三味線であった五代目豊澤廣助が病気休演したため、門弟の四代目豊澤猿糸（後の六代目友治郎）が代役をした。この後も廣助が復帰できなかったため、翌明治35年（1902年）1月より正式に津太夫と猿糸は相三味線となった。「同（明治）三十四年三月興行の時（忠臣蔵通し）に津太夫様の判官切腹の段を廣助師病気の為め私が代り役として勤めました。其後廣助師病気捗らず當分私が代役となつて勤むる中、同三十五年一月興行より正式に津太夫様の三味線と決まりました。」と四代目豊澤猿糸（後の六代目友治郎）は振り返っており「津太夫様」という表現に両者の身分の違いが読みとれる。このように、津太夫が猿糸を引き立てることとなった。
同年9月9日、京都河原町田中市兵衛の別荘にて、小松宮の前で『仮名手本忠臣蔵』「九段目 山科閑居の段」を御前演奏。その際に、二代目竹本越路太夫は『本朝廿四孝』「謙信館（十種香）の段」を披露、竹本摂津大掾たる令旨の仮書を拝領している。この時、二代目竹本越路太夫の相三味線だった五代目野澤吉兵衛が病気のため、東京の自邸で療養していたため、当時津太夫に引き立てられ相三味線を勤めていた四代目豊澤猿糸（後の六代目友治郎）が津の「九段目」越路の「十種香」の二段を両方弾いた。「同年（明治三十四年）九月九日京都河原町の田中市兵衛氏邸より越路師に御便ひがありまして田中氏別邸へ故小松宮、故伏見宮両殿下並に、故雲尼公の御前演奏を行えとの御使者がありました。越路太夫は謹んで左の如く御答へ致しました。「自分の相三味線（五代目吉兵衛）儀病気にて東京の自邸に在り目下不在の故を以つて」と一旦御辞退申し上げたる處再度の御使ひに「然らば津太夫の三味線猿糸を以つて演奏せよ」との有難き御詞を賜り恐懼して御受致し、津太夫は「忠臣蔵山科の段」を越路太夫は「二十四孝十種香の段」と二段を不肖猿糸相勤め此無上の光栄さる御前演奏を無事に、各殿下の命聞に達しました。」と四代目豊澤猿糸（後の六代目友治郎）は振り返っている。
摂津大掾が艶物を得意にしたのに対し、津太夫（綱太夫）は世話物、「沼津」「湊町」「忠臣蔵四段目」「質店」「酒屋」「兵助内」「鰻谷」「堀川」「橋本」等を得意とした。特に明治元年（1868年）の初冬に大阪で『日吉丸稚桜』「駒木山城中の段」を自暴気味に語り散らして、しかも特長を出してこれを流行させた。また『寿連理の松』「湊町の段」等上演頻度の低い作品を復活させた功績がある。
「温順で上品な楽天家。滑稽奇才に富んで、愛嬌があつた。十八番の「日吉丸」で「ほとけ様で無理いふて」を「かみゆうて」をやって大笑ひを買つたのも平気で語り終わった呑気さ、楽屋中では綽名を『お公卿様』歌舞伎見物が飯より好きで、批評が奇想天外だったといふ。」
四代目鶴澤叶（二代目鶴澤清八）『鶴澤叶聞書』にて、以下のように書き残している。
「御存じのとほり只今の文樂座の兩立物、津太夫さん、古靱太夫さん、お二人とも三代目津太夫さんの門人でゐられます。津太夫さんは後に七代目竹本綱太夫を名乘られました。通名を法善寺さんと申し上げます。南地法善寺境内にお住まひになつて御留守宅は茶店を出してゐられました。
　まことに御圓滿なお方で、長らく因講の會長をなさつておいでになつて、斯界の雑多な事件を處理なされましたが、曾て津太夫さんの御處置に不服が出たことはなく、皆心服してをりました。當時副會長は攝津大掾さんでありました。
　津太夫さんは優さ形で上品な御風采のお方でした。お柔和な一面にまたなかなか奇才に富んでゐられて、瓢逸なところがお有りになりました。大のおしやれで、お召物なども凝つたものを着てゐられました。夏など、當時流行つた違つた柄を染め分けにした帷子などの上に、いつも折目のくづれぬ薄ものゝ羽織を召してゐられました。お頭もあまり多からぬ髪をいつも綺麗に分けてゐられました。樂屋では「お公卿さん」と緯名してをりました。
お得意のうちでも「大江山、松太夫内」「天王寺村、兵助内」「紙治、茶屋」「沼津里」「湊町」「橋本」「守宮酒」「夏祭、團七内」「妹脊山、杉酒屋」「白石噺、吉原」「戀女房、沓掛村」「お俊傳兵衞、堀川」「忠臣講釋、喜内住家」「忠臣藏、四段目」「お妻八郎兵衞、鰻谷」「おはん長右衞門帶屋」など殊によろしかつたことを覺えてをります。
ともかくお聲は小音でも、情のよろしいことなんともいへぬところがございました。上品であつて色氣がお有りになりましたので、八重垣姫とか雛鳥とかお三輪とか、またお染とかさうしたものがなかなかよろしうございました。毎度申し上げます明治二十四年三月、文樂座に「忠臣藏」の通しが出ました時の、大評判だつた「茶屋場」の掛合は攝津大掾さん(當時二世越路太夫)のお輕、はらはら屋の呂太夫さんの平右衞門、津太夫さんの由良之助でありましたが、津太夫さんの由良之助は氣品と貫祿の備はつたまことに立派な由良之助でございました。攝津大掾さんのお輕との例の、「由良さんか」「おゝお輕か、そもじはそこに何してぞ」「わたしやお前にもりつぶされ、あんまりつらさにゑひざまし、風に吹かれてゐるわいな」の文句の掛合ひのところなどのよろしさは、全く絶品と申すほかはございませんでした。
津太夫さんは京都のお生れで、安政三年に竹本山城掾さん－－近世のチヤリ語りの名人－－の門に入られ、幼名を緑太夫と申され、元治元年に三代目竹本津太夫になられ、文樂座へ入座されたのは明治九年十月でありました。明治四十三年に七代目竹本綱太夫をお繼ぎになり、同四十五年七月二十三日、七十四歳でお亡くなりになりました。御趣味としては歌舞伎見物が何よりお好きであつたと聞いてをります。」
明治34年3月20日付「大阪経済雑誌」に、同月御霊文楽座上演の『仮名手本忠臣蔵』の様子が挿絵付きで紹介されている。挿絵は七段目で、由良助を勤める津太夫やおかるを勤める越路太夫、別床で平右衛門を語る呂太夫らが描かれている。「四段目判官切腹の場、津太夫の語る頃には、場桟敷とも一面に人を以て埋め、七段目茶屋場の総掛合に、津太夫の由良助と、越路太夫のおかるが呼吸を合せて、見台に向へる頃には、満場既に立錐の地なしといふべき有様である」

## 八代目

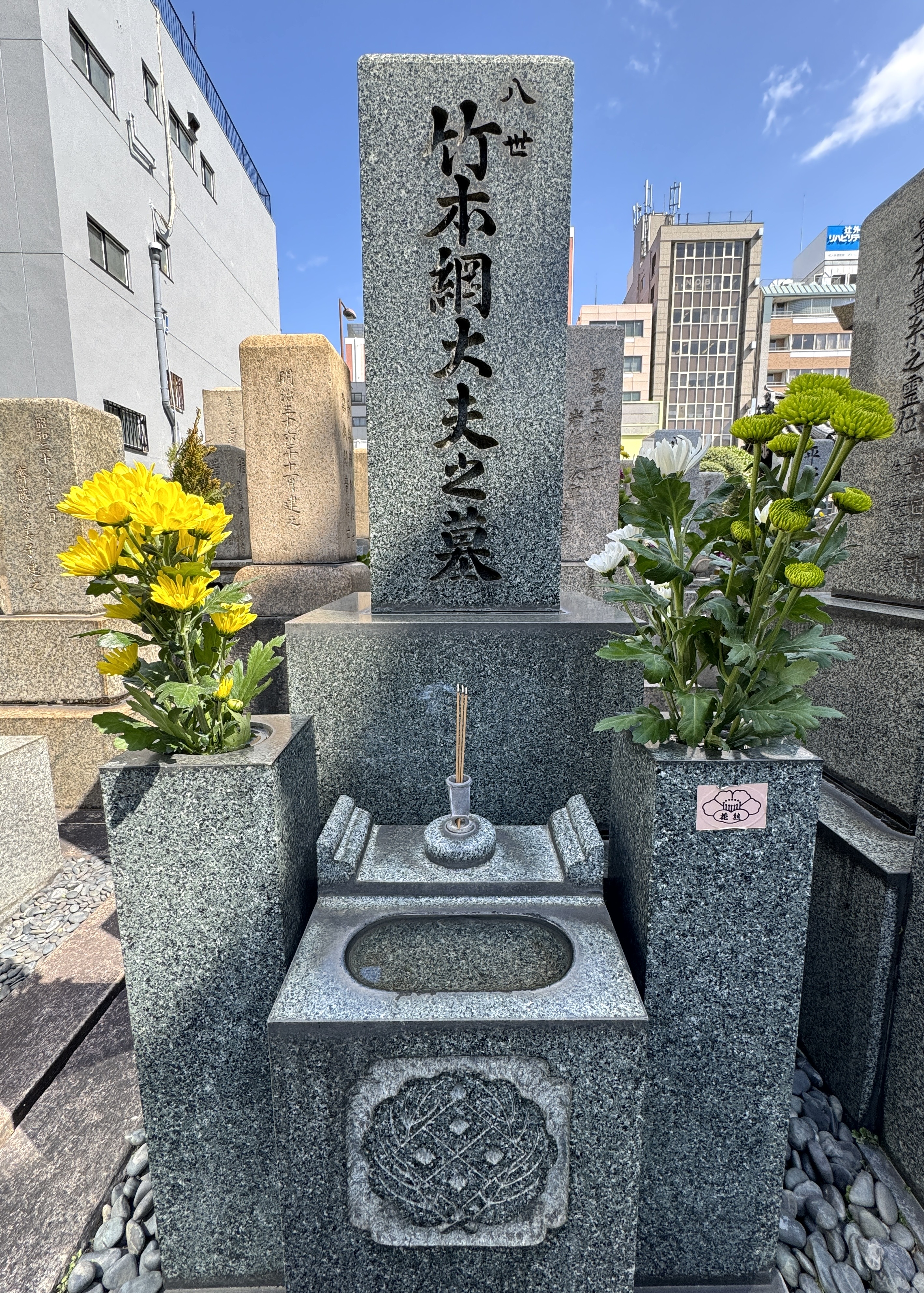
八代目竹本綱太夫墓

（明治37年（1904年）1月3日 - 昭和44年（1969年）1月3日）
二代目豊竹つばめ太夫 → 四代目竹本織太夫 → 八代目竹本綱太夫
本名：生田巌。通称：二ツ井戸。子息は初代豊竹咲太夫
明治37年（1904年）1月3日に、父生田勇、母れつの長男として出生。その年の勅題である「巌上の松」に因み生田巌と名付けられる。父方の祖父は生田甫善といい延岡藩内藤家の御典医。母の姉が瀧廉太郎の実母であり、八代目綱太夫とは従兄弟同士となり、その縁でキャスターの筑紫哲也とも縁戚となる。
近所に五代目竹本春太夫の弟子の竹本春之助とその娘の竹本春子という女義太夫の師匠が住んでおり、「鈴ヶ森」や「裏門」を習い、竹本春尾という名前をもらう（因講には加入せず）。
明治44年（1911年）8月15日、8歳で二代目豊竹古靱太夫（のちの豊竹山城少掾）に入門。師匠の前名である津葉芽（つばめ）太夫を二代目豊竹つばめ太夫として名乗る。後に、子息の陽三（豊竹咲太夫）を9歳で山城少掾に入門させた際も、昭和28年（1953年）の8月15日を選んでいる。
初舞台の前に、師匠の男衆であった浪花軒に天満や松島の千代崎橋の寄席に子供太夫として売り込まれ出演。後に師匠に露見し大目玉を食らう。
14歳の時、大正6年（1917年）2月御霊文楽座で師匠二代目古靱太夫が初代古靱太夫所縁の『蘆屋道満大内鑑』「葛の葉子別れ」を勤めた際に「乱菊」のツレへの出演を八代目鶴澤三二が打診するも師匠古靱太夫が首を立てに振らず、正式な初舞台は同年10月25日初日の御霊文楽座『仮名手本忠臣蔵』の「大序」で、豊竹つばめ太夫の名が初めて文楽座の番付に載る。語ったのは「国に羽をのす鶴ヶ岡」と紙半枚ほどであった。
翌大正7年（1918年）2月、師匠古靱太夫が三代目越路太夫の『絵本太功記』「尼ヶ崎」の代役で大評判を取った公演で、「鉄扇」の掛け合いの代役に抜擢される。通常大序を抜けるには早くて3年かかるが、同年11月『仮名手本忠臣蔵』で「恋歌の段」の師直を勤め、序中へ昇進する。大序在籍は1年ほどであった。
その当時、三代目竹本伊達太夫（後六代目竹本土佐太夫）宅で開かれていた「大序会」で『融通大念佛』「亀井太郎住家」『往古曽根崎村』「教興寺」といった珍しいものから、『一谷嫰軍記』「流しの枝」『妹背山婦女庭訓』「芝六住家」『奥州安達原』「宗任物語」『加賀見山旧錦絵』「長局」『鎌倉三代記』「三浦別れ」『冥途の飛脚』「封印切」「淡路町」などを勤める。
大正11年（1922年）2月師匠古靱太夫の代役として『一谷嫰軍記』「流しの枝の段」を19歳で勤める。また、昭和2年（1927年）1月にも師匠古靱太夫の代役として『絵本太功記』「尼ヶ崎の段」を24歳で務める。この「尼ヶ崎」の代役が大評判をとり、松竹のマークの入った白金のメダルをもらう。この代役が認められ、翌2月の『伽羅先代萩』「埴生村の段」の端場を勤め、抜擢を受ける。更に昭和5年（1930年）2月には綱太夫場である『摂州合邦辻』「合邦住家の段」においても師匠古靱太夫の代役を10日間ほど勤め、松竹の白井会長から褒状と金時計を、師匠古靱太夫からは床本を記念にもらっている。翌昭和6年（1931年）3月には『義経千本桜』「河連館の段」にても師匠の代役を勤める。「河連館」は19年ぶりの上演であり、覚えのないものであったため、1日だけ四代目清六の稽古を受け、初日の舞台に上がった。この「河連館」を聞いた石割松太郎は「生れて初めて、拍手の経験をした」と本人に伝え、「この「川連舘」を恐らく二、三度の急稽古であれだけ語ってのけたつばめ太夫の芸、といはんより私はこの人の明敏なる頭の働きとあの熱とを涙ぐましいまでに買ったのである。それで日頃の浄瑠璃のテクニックに対する彼の研究が仇おろそかでない事を証明される。この点を双手を挙げて褒めたい―私が拍手した条件の半ばはここにある」と劇評に記している。
昭和11年（1936年）12月、加藤亨博士宅で開かれていた若手勉強会である「研声会」を発展させる形で、新義座を結成。結成メンバーは野澤勝平（後二代目野澤喜左衛門）を上置きに、四代目竹本南部太夫、竹本叶美太夫、豊竹小松太夫（後四代目竹本越路太夫）、竹本津磨太夫、竹本越名太夫（後五代目竹本南部太夫）、豊竹つばめ太夫、豊澤猿糸（後七代目豊竹岡太夫）、竹澤團二郎（後十代目竹澤弥七）、野澤勝芳（後二代目野澤勝太郎）、鶴澤綱延（後四代目野澤錦糸）、野澤勝之輔の十二名。素浄瑠璃で旅公演を行った。この頃から三味線は竹澤團二郎（後十代目竹澤弥七）が務める。
2年後の昭和13年（1938年）文楽座へ帰るように師匠古靱太夫から声が掛かり、同年3月新町演舞場『妹背山婦女庭訓』「妹山背山の段」の雛鳥で復帰。背山の三味線は初代鶴澤道八で、妹山を弾く團二郎の復帰には、幕内ではいろいろな声があったが「わしは團二郎であろうと誰であろうと勤めるで」と発言した。
同年5月四ツ橋文楽座『ひらかな盛衰記』「松右衛門内から逆櫓の段」にて四代目竹本織太夫を襲名する。同時に相三味線の竹澤團二郎が七代目竹澤團六を襲名。竹本綱太夫の名跡は師匠古靱太夫がその師匠である七代目竹本綱太夫から預かっており、いっぺんに竹本綱太夫を襲名するのは早すぎるため、前名である竹本織太夫を襲名した経緯がある。
「もともと津太夫の名跡は、私にやると師匠はいつてゐられたのです。ちよいちよい法善寺のお宅へ伺つてゐた父に、早くからさういつてゐられたのを、私は父から聞いてゐました。ずつとあと……明治四十一年の十一月、文楽座の部屋で中風で倒れられてからは、舞台はその時を名残りに、師匠はお宅で臥りつきりにしてゐられましたが、その頃になつて話の模様が変はつて、兄弟子の文太夫が三代目を継ぐことになつて、私には替りに綱太夫をやるといはれたのですが、そのやうな斯道で晴れがましい名跡を穢すのが憚られましたので、私は辞退いたしました。」 と師匠古靱太夫は語っている。
この織太夫襲名に際し、鴻池幸武がお祝いに見台を送り、師匠古靱太夫が鴻池へお礼の書状を送っている。「昨日織太夫より申参りましたには此度改名に附見台を御祝下されましたとの事何んと申結構な事であろうふ私が頂戴致しましたる如きよりの嬉しさ重々御厚礼申上ます」
同年の雑誌『文楽』3月号に「文楽座の五月興行 願ひ叶ふて四ツ橋へ帰来。豊竹つばめ太夫の竹本織太夫襲名披露　四つ橋の本城をニュース映画に占拠せられ北陽、新町と演舞場で短期興行を続けて来た文楽は、愈々来る五月初旬より元の文楽座へ復帰する事に決定した、之と同時に過般新義座を脱退して古巣に戻った、つばめ太夫が竹本織太夫を襲名し、此五月興行で披露する筈で、近頃奮闘を続けて居る若手中堅太夫の外、新加入の若手を加へて花々敷開演更生に意気に今から張り切ってゐる。
●立ちばなし
甲……つばめ太夫が愈々此五月元の文楽座へ戻るそふな
乙……當りまへよ、暖かくなったらつばめは古巣へ帰るのは、其かわり寒くなったら又出てゆくわい、
甲……何程なそれも理窟じゃ
乙……處が今度は逃げないよ
甲……なぜだい
乙……おり太夫になるからさ。」とある。この新義座へ飛び立ったつばめ（太夫）が文楽座へ戻ってきたという話は、口上で師匠古靱太夫も使っている「門弟つばめ太夫儀、長らく巡業いたしておりましたが、この度つばめも飛び帰って参りまして」。
翌4月号には「御挨拶
謹啓陽春の好季節となりました、御尊家御揃ひ御機嫌よろしく何よりの御事とお喜び申し上ます、扨て門弟つばめ太夫こといつまでも膝下に置いて撫育するも當人のためならず既に背丈も伸びし者ゆへ、可愛き者に旅させんの諺に過ぐる年修行にと手放しましたが早くも二た歳の春を迎へて恙なく此度私の許に帰って参りました、群り飛ぶつばめも一人歩きの大成を期せんには、今後重荷を負はすに如かずと存じ、茲に名人綱太夫に由縁あり、糸のゑにしの長々と錦綴らん名にあやかりて、四代目竹本織太夫の名跡を継がせ、一層鞭うちて精神いたさせますれば此上とも何卒私同様の御贔屓御指導を賜りますやう「、ひたすら御願ひ申しあげます。
豊竹古靱太夫
春風駘蕩の候、尊家御一統様益々御清栄の條奉賀上候、降而私事此度恩師の御厚情により、四代目竹本織太夫襲名いたし来る五月興行に四ツ橋文楽座に於て御披露仕る事と相成申候、元より未だ若輩未成の私自今芸道に専念して、由緒ある名跡を穢さぬ様お努め申すべく候へば、向後御指導と御鞭撻を賜り度、日頃の御ひき厚御餘光に御縋り申し伏して奉懇願候
つばめ太夫改メ四代目竹本織太夫」と師弟の挨拶が収録されている。
この襲名時に堂島より贈られた玄米16俵の内、14俵を出征家族のもとに寄贈している。
「竹本織太夫　竹澤團六の義挙
本年五月花々敷四代目竹本織太夫を襲名した、元の豊竹つばめ太夫は、其相三味線で之も同時に七代目竹澤團六を襲いだ團二郎と共に、其後東京、京都の文楽座興行に出勤至る處好人気を博してゐるが、今回其襲名披露興行当時に、当市堂島浜有志より贈られた、玄米拾六俵（拾俵は織太夫、六俵は團六）の内各一俵づゝを記念として残し、其他の十四俵分時価約弐百圓也を、大阪島の内警察署の手を経て同管内出征将士家族慰問として寄贈せしが其後之を受けた家族は勿論、遠く戦線に在る勇士より感謝の礼状が両人の許へ寄せられるので却て恐縮している。
因に竹本織太夫は、八日市飛行第三聯隊衛生隊の上等兵で、応召の遅いのをもどかしく待ち焦がれてゐる。」
昭和19年（1944年）1月『摂州合邦辻』「合邦住家の段」の後半を勤めた際に、番付に初めて「切」の字が付き、切り場語りに昇進。初舞台から27年目、41歳でのことであった。
終戦後の昭和22年（1947年）3月師匠古靱太夫が秩父宮家から受領し、豊竹山城少掾藤原重房を名乗る。その披露興行である同年5月四ツ橋文楽座にて綱太夫場である『艶容女舞衣』「酒屋の段」で八代目竹本綱太夫を襲名。相三味線の竹澤團六も十代目竹澤弥七を襲名した。
師匠山城少掾は三宅周太郎との対談で「さつき綱太夫をほめてもらひましたが、私は百人足らずの弟子をとりましたが、本當の私の弟子は綱太夫あれ一人です。」と語っている。
戦後は近松物に力を入れ、大序会の折に19歳で勤めた『心中重井筒』「六軒町」を始め、『心中天網島』「紙屋内から大和屋」『冥途の飛脚』「淡路町から封印切」『心中宵庚申』「上田村」『国性爺合戦』「楼門から獅子ヶ城」『平家女護島』「鬼界ヶ島の段」『増補恋八卦』「大経師内」『信州川中島合戦』「輝虎配膳」等をレパートリーとした。「六軒町」の床本は六代目綱太夫のもので師匠古靱太夫から譲られたものである。
また、野澤松之輔（西亭）作曲物の初演として、昭和30年（1955年）1月『曾根崎心中』「天満屋の段」、同年4月『長町女腹切』「石垣町井筒屋の段」、同年6月『鑓の権三重帷子』「浅香市之進留守宅より数寄屋の段」を勤め、成功を収める
。
さらに、八代目竹本綱太夫十代目竹澤弥七作曲として昭和31年（1956年）3月四ツ橋文楽座にて『今宮の心中』を上演、その他にも『女殺油地獄』「豊島屋油店の段」『平家女護島』「朱雀御殿」を残している。近松物の他にも、菊池寛『恩讐の彼方に』、安藤鶴夫『藝阿呆』、折口信夫『死者の書』を綱太夫弥七で作曲している。
六代目鶴澤友治郎からも教えを受け、『新薄雪物語』「園部館の段（三人笑い）」『碁太平記白石噺』「逆井村の段」『鬼一法眼三略巻』「菊畑の段」『祇園祭礼信仰記』「金閣寺の段」「爪先鼠の段」『敵討襤褸錦』「次郎右衛門出の段」「大晏寺堤の段」等珍しい曲を教わり、後世に遺している。また『競伊勢物語』「春日村の段」は直接友治郎から教わっていないものの、その高弟である鶴澤友造に習っている。また、豊澤松太郎からは、『近江源氏先陣館』「盛綱陣屋の段」『信州川中島合戦』「輝虎配膳の段」教わるなど、上演頻度の低い演目の継承に努めた。
それまでタブーとされていた歌舞伎役者との共演を昭和34年（1959年）4月27日,28日新橋演舞場『嬢景清八嶋日記』「日向嶋」にて八代目松本幸四郎他と行う。2年後の昭和36年（1961年）4月には東京歌舞伎座にて『義経千本桜』「四の切」を十七代目中村勘三郎を25日間共演した。

昭和30年（1955年）2月、重要無形文化財保持者、いわゆる人間国宝の第一次指定を師匠山城少掾ともに受ける。昭和38年（1963年）4月15日「義太夫多年の業績に対し」日本芸術院賞を受け、翌日昭和天皇・皇太子明仁・高松宮宣仁親王に進講を行う。昭和44年（1969年）日本芸術院会員となる。
昭和44年（1969年）1月3日、自らの65回目の誕生に逝去。戒名は至寶院綱誉義月松巌大居士。墓は安楽寺。
著書に『でんでん虫』（布井書房, 1964年）、『芸談かたつむり』（同、1966年）があり、山川静夫による評伝『綱大夫四季』（現在、岩波現代文庫）がある。

### 八代目竹本綱太夫作曲作品[91]
「秋―徳冨蘆花　自然と人生より」
額田六福作詞「真如」
菊池寛原作、食満南北脚色「恩讐の彼方に」青の洞門
曲亭馬琴作「化競丑満鐘」中の巻　箱根先化住居の段
近松門左衛門作「女殺油地獄」下の巻　豊島屋油店の段
近松門左衛門作「今宮心中」瓦町橋浜際の段、本町菱屋内の段、道行戎の森の段
近松門左衛門作「平家女護島」三段目　朱雀御所の段
折口信夫原作、池田弥三郎脚色「憑り来る魂―折口信夫　死者の書より」
近松門左衛門原作「竹田三番叟」
室生犀星作「左文字の此君」
安藤鶴夫作「藝阿呆」
安藤鶴夫作「笛の四季」
安藤鶴夫作「鼓はるあき」
吉井勇作「竹」
香取仙之助作「巴栖尼」
山口廣一構成「那須与一」
近松門左衛門作「心中刃は氷の朔日」中の巻　新茶屋町和泉屋の段
宇野信夫作「世の介恋の水櫛―西鶴作　好色一代男より」

## 九代目
（昭和7年（1932年）2月14日 - 平成27年（2015年）7月20日）
竹本織の太夫 → 五代目竹本織太夫 → 九代目竹本綱太夫 → 九代目竹本源太夫
本名・尾崎忠男。通称・北畠。祖父は七代目竹本源太夫、大叔父は十代目豊竹若太夫、父は初代鶴澤藤蔵、義兄は七代目竹本住太夫、子息は二代目鶴澤藤蔵。
昭和7年（1932年）2月14日に祖父は七代目竹本源太夫、父は初代鶴澤藤蔵という「文楽の家」に生まれる。大阪市立精華小学校卒業。昭和19年（1944年）パイロットを目指し大阪府立航空工業学校へ入学するも、翌年に終戦を迎える。東京の割烹での料理人修行という話もある中で、祖父・父同様に文楽入りを志す。父藤蔵は息子の文楽入りに難色を示したが、鶴澤綱造の父藤蔵への後押しもあり「文楽の家」三人目の誕生が決まる。入門先について父藤蔵は、過去に八代目綱太夫に相三味線解消を切り出された経緯があったことから、四代目竹本南部太夫への入門も考えたが、「やはり生田（八代目綱太夫の本名）しかいない」と結論を出し、昭和21年（1946年）4月1日の午後、四代目竹本織太夫（後八代目竹本綱太夫）に入門し、竹本織の太夫を名乗る。この日午前中には、古靱太夫宅にて豊竹古住太夫（後七代目竹本住太夫）の入門があった。古住太夫、織の太夫、織部太夫（四代目南部太夫門弟の南都太夫が織の太夫に続き入門）の三人が戦後初めての入門者となった。
入門の翌月、5月22日京都西洞院錦小路「にしき」で開かれた武智鉄二主催の「古靱を聞く会」にて『加々見山旧錦絵』「草履打の段」の善六と腰元で初舞台を踏む。本興行の初舞台は同年8月『新版歌祭文』「野崎村の段」の段切れのツレであった。
入門当初は師匠綱太夫が京都に住んでいたため、大叔父である十代目豊竹若太夫に稽古をつけてもらっていた。目が不自由な大叔父を四ツ橋文楽座へ手引をし、お迎えに行くと「組討」「金閣寺」「岸姫」「勘作住家」を稽古してくれたという。また、祖父師匠である山城少掾には「尾崎（七代目源太夫）の孫」ということで大変に可愛がられ、白湯汲みをしたり、山城少掾の「寺子屋」で「寺入り」の端場という破格の役がついたこともあった。若手勉強会では「又助住家」（三味線：藤蔵）、「実盛物語」（三味線：藤蔵）、「桜丸切腹」（三味線：寛弘（後七代目寛治））、「勘助物語」（三味線：弥七）を勤める。
昭和38年（1963年）1月道頓堀文楽座『御所桜堀川夜討』「弁慶上使の段」にて竹本織の太夫改め五代目竹本織太夫を襲名（3部制興行で1部の『寿式三番叟』、2部の口上幕、「野崎村」の久松も勤める）。翌2月は東京東横ホールの「お名残自主公演」昼の部『壺坂観音霊験記』「沢市内」、夜の部は口上幕と『義経千本桜』「鮓屋の段 前」にてそれぞれ披露。口上は五代目竹本南部太夫、初代鶴澤藤蔵、五代目竹本織太夫、八代目竹本綱太夫、竹本綱子太夫（豊竹咲太夫）という親子・一門にて行われた。
織太夫襲名にあたり、織太夫の名跡は次期綱太夫が名乗る名跡であり、また実家尾崎家は竹本源太夫家であることから、師匠綱太夫は「あっ、お前とこの源太夫という名前な…」と心配するも、母（七代目源太夫娘）から「尾崎家は源太夫の家やけど、あんたは結構なお師匠はんに恵まれて、その師匠の前名の織太夫を頂戴できるなんて、こんな幸せはない。あんたはそっちの道を師匠の言いはる通りにありがとう歩ませていただきなさい。源太夫を継ぐということは考えんでいいから」と後押しを受けた。
襲名を期に父藤蔵が相三味線となるも、2年後の昭和40年（1965年）1月21日に急逝。そのすぐ後に師匠綱太夫宅の二階で開かれた「大序会」で『加々見山旧錦絵』「長局の段」を五代目鶴澤燕三と勤める。「お初の「御無念の魂は、まだこの家の棟にお出なされふ」へ来ると泣けて泣けて言えまへんね。藤蔵（おやじ）の遺体と二人きりになった時のことが浮かんできて、藤蔵（おやじ）早よ死んで無念やろ……、そればっかり思えて。本番は泣かんとやれましたけど、お初の気持ちちょっと出たんでっしゃろか。すんだあと綱太夫（ししょう）は、現住太夫（あにき）と僕と二人並べて、二人共八十五点やる言うてくれはって。あくる日お礼のご挨拶に伺うたら綱太夫（ししょう）、「山城少掾師匠ところへ、やっと太夫といえる者が二人出来ましたと報告するわ」、にこにこしてそうおっしゃって。あとにも先にもこんなお言葉戴いたことおまへん」
師匠八代目綱太夫同様に代役を多く勤める。入門翌年の昭和22年（1947年）11月『仮名手本忠臣蔵』「下馬先進物の段」にて大叔父若太夫の弟子の豊竹英太夫の代役を勤めたのを皮切りに、昭和30年（1955年）4月には『一谷嫰軍記』「熊谷陣屋の段 奥」で四代目津太夫の代役を稽古も何もなしに23歳で勤める。これが初めての切り場の代役であった。この後も津太夫の代役で昭和31年（1956年）3月「合邦」8月「鮓屋」や勧進帳の弁慶も勤める。師匠綱太夫の代役を初めて勤めたのは24歳の時、昭和32年（1957年）1月『平家女護島』「鬼界ヶ島の段」であった。稽古どころか白湯汲みもしていなかったが、師匠の稽古を毎日聞いていたので勤めることができた。その後、昭和34年（1959年）『絵本太功記』「尼ヶ崎の段」でも代役を勤める。「強烈に印象に残っている」と本人が語るのが、昭和36年（1961年）7月『新薄雪物語』「園部館（相腹）の段」の代役。陰腹の口伝として「お前ナ、何でもええよって痛いもん腹に当てて、そいで腹帯して詞言う稽古しいや」と師匠綱太夫から言葉を貰うも、それを伝える師匠綱太夫も、それを聞く弟子の織太夫も双方がボロボロ泣いていたという。
これより以前、10代の際にも師匠綱太夫の代役の話があり、父藤蔵が「生田、忠男に代わりをさしてもわし気わるせえへんで」と綱太夫に勧めるも、「尾崎、わしもそれは思わんでもなかったけど、忠男は今まで一つもつまずかんとここまで来てる、今恥かかすのはちょっと早い」と答えたという。父藤蔵は息子に「お前、生田のこんな気持がわかるか、罰当るで」と伝えた。
平成6年（1994年）4月『妹背山婦女庭訓』「妹山背山の段」大判事で切り場語りに昇格。平成8年（1996年）33年間名乗った織太夫の名から、五代目竹本織太夫改め九代目竹本綱太夫を襲名。襲名披露狂言は1月大阪『絵本太功記』「尼ヶ崎の段」、2月東京『国性爺合戦』「甘輝館の段」。襲名を期に子息、鶴澤清二郎を相三味線に起用。これは五代目織太夫襲名を期に父藤蔵が相三味線になってくれたことと重なる。
当人の現藤蔵は「父（竹本綱太夫）の三味線を弾くようになり、最初は父の勢いに僕はついていくだけで精一杯。「お前の三味線は太鼓よりマシや」と悪態をつかれました。周囲も驚くほどコワい父でした。ある年の10月、僕が巡業に出ていて11月の稽古がよう出来んかって、巡業を終えて稽古に行ったら「ようそれでワシの前に出てこれたな。顔洗って出直して来い！」、と机をたたかれ叱られました。曲はこの11月公演でやっていた九段目（山科閑居の段）の奥でした。晩年父は体力が弱ってきたせいか、舞台を終えると「それで良かったかいな」、「お前の三味線でないとわしはよう語らん」って僕をあてにしていましたが、60代のころはメチャメチャ怖かったですよ、それだけ芸に厳しかった人でしたが。」と語っている。
竹本綱太夫を15年名乗るも、尾崎家の名前である竹本源太夫を今一度世に出したいと考え、同じく尾崎家の名前である鶴澤藤蔵を子息に二代目として名乗らせ、自身は九代目として竹本源太夫を平成23年（2011年）4月『源平布引滝』「実盛物語の段」で襲名した。襲名に際しての思いを、自書『文楽の家』にてこのように語っている。
「私の親は八代竹本綱太夫師匠に私の指導をお願いし、師匠は厳しく厳しく芸を教えてくださいました。おかげをもちまして師匠のお名前を継ぐことができ、十五年間名乗らせていただきましたが、その間にありがたいことにいろいろと栄誉にも浴しました。私がこんにち在ることを考えますと、師匠のご恩、先輩のご恩、また、祖父や父母、家族の恩を深く感じます。倅も彼の祖父、すなわち私の父・藤蔵に対するあこがれがございまして、いつの日か芸名を継承いたしたく修業しておりましたが、このところ周囲よりのお勧めも高まり、襲名が具体化してまいりました。私は祖父、源太夫の芸名も世に出したくかねがね考えておりましたが、この機会に家族で考えまして、私が名乗ってまいりました師匠のお名前は、師匠のお宅へお返しに上がり、親子で尾崎の家の先祖が名乗った芸名を継ぐことにいたしました。九代竹本綱太夫改め、九代竹本源太夫。五代鶴澤清二郎改め、二代鶴澤藤蔵。このたびその襲名をご披露させていただきます。」

「九代綱太夫を名乗らせていただき、十五年間なんとかやってまいりましたが、いつぽう、祖父の芸名「源太夫」が気になり始めました。「綱太夫」という名前は、太夫の芸名の数ある流れの中で、ひとつの頂点に立つ名前です。しかし、私は、源太夫というかつて尾崎家で名乗りました名前を今一度世に出したいと思うようになりました。まあ祖父へのあこがれと申しましょうか……。息子が清二郎から父の名である「藤蔵」の二代目を襲名する機会に、私が源太夫の九代目を継ごう―と決心しました。ここへきて源太夫を襲名しようという気持ちになったということは、やはり母の魂がまだこの辺にいるのでしょうか……。母は亡くなる前、「源太夫という名前は、あんたがこれと思うお方があったら、継いで貰ろうたらよろしいわナ」と言い遣してあちらへ逝きました。同様に「藤蔵」の名前も、今生きていたら息子に、「おじいちゃんの名を継いだら」と言っていたに違いありません。平成二十二年（2010年）の正月公演千穐楽の日に、うちの師匠のご子息、豊竹咲太夫君に、正式にこの旨を申し上げ、二月に記者会見をしまして、皆様にお知らせしました。」

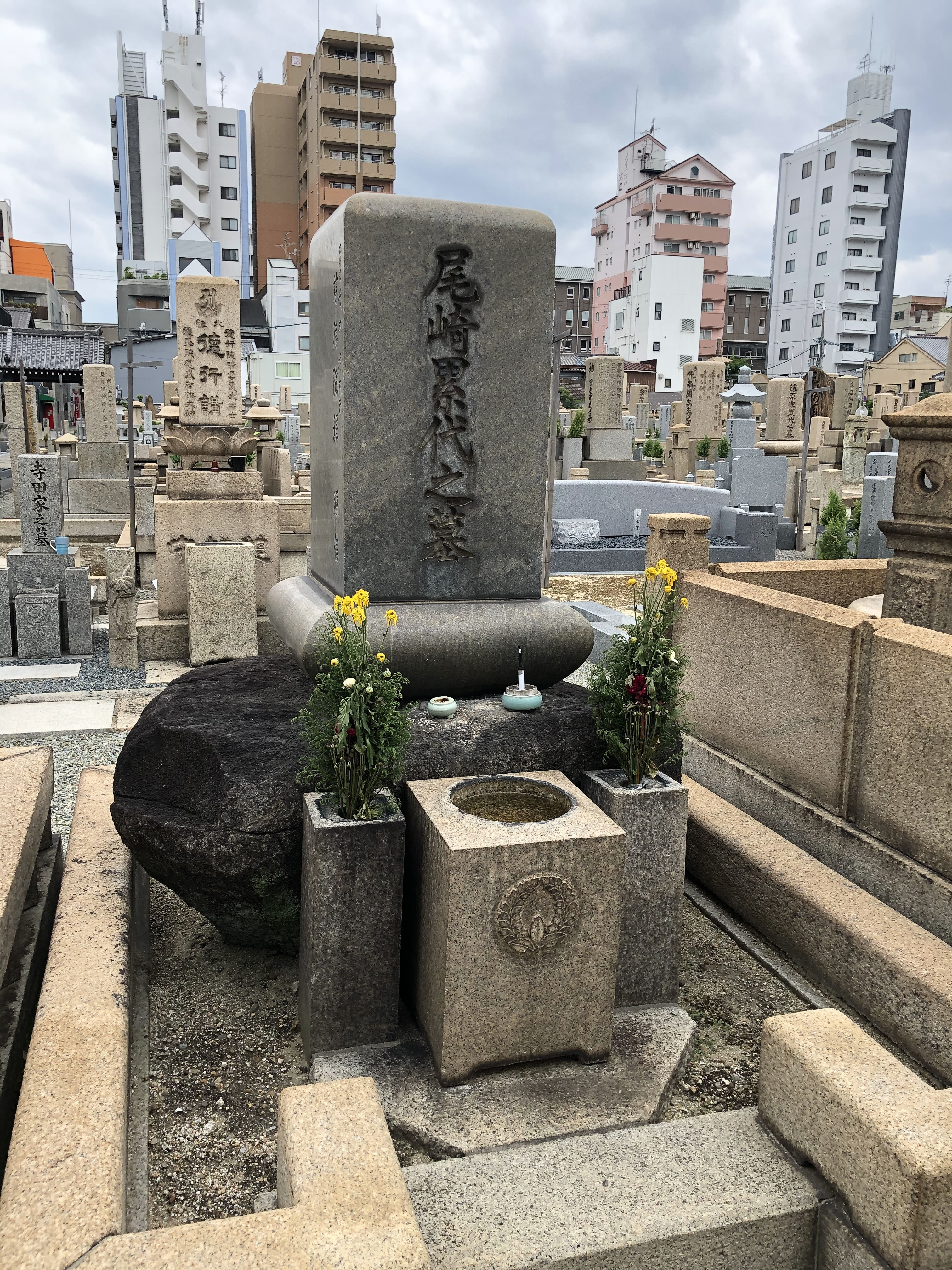
九代目竹本綱太夫墓

しかし、平成26年（2014年）7月14日「芸への情熱は薄れることなく 舞台復帰のため懸命に努力してまいりましたが 気力体力の衰え如何ともし難く 引退を決意した次第」と引退を発表。翌平成27年（2015年）7月20日逝去。戒名 慈徳院釋源信。墓は四天王寺元三大師堂「尾崎累代之墓」の中に祖父・父と共に眠っている。
平成2年（1990年）大阪府知事表彰、平成4年（1992年）芸術選奨文部大臣賞、平成6年（1994年）紫綬褒章、平成8年（1996年）京都府文化賞功労賞、平成9年（1997年）大阪舞台芸術賞、平成15年（2003年）日本芸術院賞、平成16年（2004年）大阪芸術賞、平成19年（2007年）、重要無形文化財保持者（人間国宝）認定、平成21年（2009年）旭日小綬章ほか受賞多数。
妻は小唄の春日流「春日とよ子」で、「竹本織太夫・春日とよ子の会」を昭和54年（1979年）11月より平成7年（1995年）10月までの10回開催。綱太夫襲名後は、「竹本綱太夫の会」を3回開催している。
著書に『織大夫夜話―文楽へのいざない』（1988年）『文楽の家』（2011年）がある。